# Kennistheorie
Kennistheorie of epistemologie (Oudgrieks: ἐπιστήμη, epistēmē: kennis en λόγος, logos: leer), ook wel kentheorie, kennisleer, kenleer of criteriologie genaamd, is de tak van de filosofie die de aard, oorsprong, voorwaarden voor en reikwijdte van kennis en het weten onderzoekt. Het vakgebied is vooral vooraanstaand binnen de analytische filosofie, die verbanden legt met inzichten vanuit de logica. Ook bij verscheidene continentale filosofen komt het probleem van de menselijke kennis aan de orde, voornamelijk in de fenomenologie. De wetenschapsfilosofie onderzoekt de houdbaarheid en de ontwikkeling van wetenschappelijke theorieën, en vormt een deelgebied van de epistemologie. De centrale vragen binnen de epistemologie zijn:
- "Wat is kennis?"
- "Wat kan ik weten?"
- "Hoe wordt kennis vergaard?"

Daarnaast onderzoekt de kennisleer aan kennis verwante concepten als overtuiging, rechtvaardiging, waarheid en waarneming. Vaak wordt er gezocht naar een criterium, hetzij in de mens zelf, hetzij ergens in de buitenwereld, om als fundament van zekere, betrouwbare kennis te kunnen dienen. De epistemologie houdt zich ook bezig met het Gettier-probleem ofwel het probleem van 'schijnbare kennis', en met het filosofisch scepticisme, de filosofische stroming die meent dat de wereld onkenbaar is.

## Geschiedenis

### Oude Grieken
De epistemologie is bijna zo oud als de filosofie zelf. De Griekse filosofie begint met de natuurfilosofen Thales van Milete en Anaximander. Anders dan de mythe benaderden zij de natuur op een radicaal naturalistische en materialistische wijze: alles valt te herleiden tot één oerstof, bijvoorbeeld water, lucht of 'het onbepaalde' (apeiron). Reflectie op de fundamenten van "kennis" van de kosmos valt bij hen echter nog niet te bespeuren.
De eerste aanzetten daartoe vindt men bij Xenophanes, die sterke kritiek uitte op de traditionele godsdienst, maar ook op de Ionische natuurfilosofen. Hij bekritiseert het antropomorfe (menselijk-feilbare) karakter van de Griekse goden en stelt dat men niets met zekerheid over de goden kan weten. Hierom staat Xenophanes te boek als de eerste agnost en scepticus. Echter, pas bij Heraclitus is er voor het eerst sprake van een volwaardige kenleer. Ook Heraclitus duidt één oerelement aan, namelijk het vuur, als basis van de kosmos. Het vuur moet volgens Heraclitus echter niet zozeer als de basisbouwsteen, maar als ordenend principe van de kosmos worden opgevat: de eeuwige strijd, en tegelijkertijd eenheid, van tegengestelden ordent de kosmos. Xenophanes past het idee van vuur als ordenend principe ook toe op de mens: de mens is in staat om kennis te vergaren omdat ook de menselijke ziel een vurige substantie is, en het gelijke (de mens) kan het gelijke (de kosmos) nu eenmaal begrijpen. Verwante ideeën zijn terug te vinden bij Anaxagoras en Empedocles.
De sofisten waren de eerste Griekse filosofen die de aard van menselijke kennis als probleem stelden. Sofisten waren rondtrekkende leraren, zoals Protagoras en Gorgias, die, door hun contact met verschillende culturen, kennis als iets relatiefs zagen. Zekere kennis was eigenlijk niet mogelijk: alles is subjectief, alles is relatief. Het hangt van mens tot mens af of iets warm of koud is, enzovoort. Antieke filosofen zoals Socrates, Plato en Aristoteles reageerden hierop: voor hen was er wel degelijk een vast fundament, dat moest echter nog gevonden worden door de filosofen.
Plato

Volgens Plato situeert kennis zich op het snijvlak van waarheid en geloof.

Net als de sofisten en relativisten vraagt Plato zich af of kennis überhaupt mogelijk is. De epistemologie die door Plato wordt ontwikkeld is onlosmakelijk verbonden met zijn ethiek; in navolging van zijn leermeester Socrates, stelt Plato dat om bijvoorbeeld rechtvaardig te zijn, het noodzakelijk is om eerst te weten en te definiëren wat "rechtvaardigheid" überhaupt is. Om kennis van dergelijke begrippen te kunnen funderen, introduceert Plato zijn ideeënleer, waarin hij stelt dat onze ziel voor de geboorte in de Ideeënwereld was en daar volmaakte kennis van de Ideeën heeft opgedaan. Bij onze geboorte zijn we deze kennis echter weer vergeten. Het komt er nu op aan om via de dialectische en socratische methode deze kennis, die ergens diep in de mens zit, terug naar boven te halen. Het vermogen tot kennis van de noodzakelijke en universele principes is volgens Plato in ieder mens aanwezig, men moet het zich echter weer herinneren (anamnese). Volgens Plato is kennis niet achteraf gebaseerd op aardse ervaring (a posteriori), maar gaat alle kennis aan de aardse ervaring vooraf (a priori).
In de dialoog Theaetetus introduceert Plato een andere definitie van kennis, namelijk kennis als een "gerechtvaardigde ware opvatting" (justified true belief). Deze definitie van kennis is tot op heden een veel besproken notie van kennis in de epistemologie en de analytische filosofie.
Aristoteles

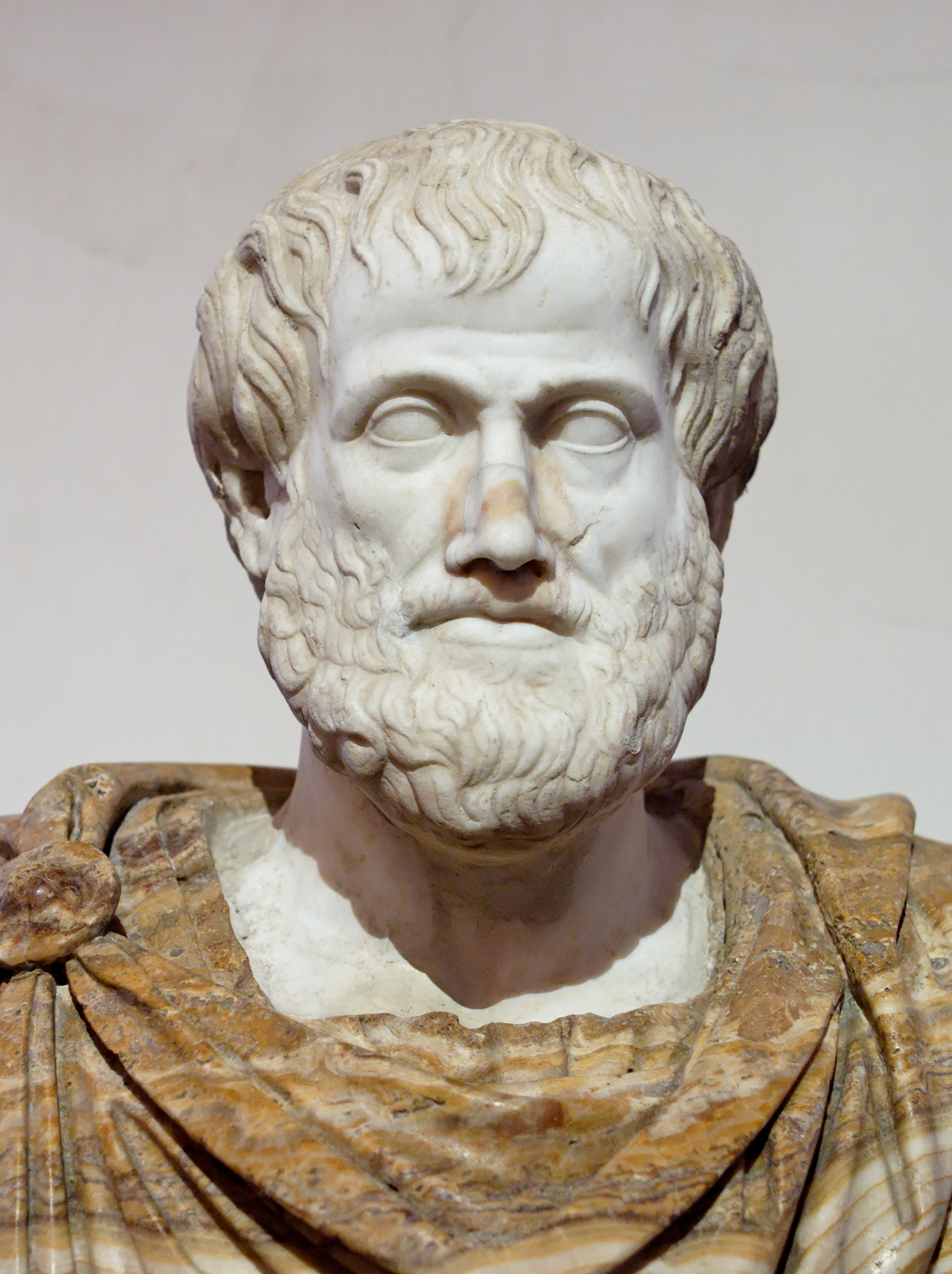
Aristoteles.

Aristoteles hanteert een geheel andere visie op kennis dan Plato, maar ook Aristoteles stelt dat kennis wel degelijk mogelijk is. Het begrip "rechtvaardigheid" en de kennis van wat het inhoudt, haalt de mens volgens Aristoteles via een abstractieproces uit concreet beleefde situaties. Kennis moet dus niet gezocht worden in een andere wereld (transcendentie), maar zit in deze wereld zelf (immanentie). Kennis komt bij hem voort uit de waarneming, en Aristoteles kan dan ook beschouwd worden als de eerste empirist. Hij schreef systematische verhandelingen, gebaseerd op de waarneming (empirie), over de biologie en de fysica.
In het eerste hoofdstuk van zijn Metaphysica (A1-2) betoogt Aristoteles dat de mens van nature naar kennis verlangt, hetgeen blijkt uit het plezier dat hij ontleent aan zintuiglijke waarneming (aisthêsis). Uit de waarneming ontstaat het geheugen (mnêmê), een soort innerlijk nabeeld dat door herinnering is op te roepen. Vele waarnemingen en de herinnering daaraan leiden tot ervaring (empeiria). Vakkundigheid of "kunst" (technê) komt voort uit veel herhaalde ervaring van gelijksoortige situaties; een voorbeeld dat Aristoteles uitwerkt is de geneeskunde. Technê is volgens hem altijd praktisch of productief. Veel vaklui doen hun werk zonder precies te weten wat zij doen, routinematig, maar de meesters weten wél wat zij doen en zijn om die reden in staat hun vakkennis over te dragen. Wetenschappelijke kennis (epistêmê) is niet productief, maar altijd theoretisch: epistêmê is kennis om de kennis en nooit gericht op praktisch nut of genot. Aristoteles geeft geen definitie van kennis, maar herleidt haar tot de eigenschap 'nieuws- of weetgierigheid'.
Klassiek scepticisme
Na Aristoteles was het volgende nieuwe element in de epistemologie het ontstaan van het scepticisme. Binnen dit klassiek Grieks scepticisme moet men twee vormen onderscheiden. Het academisch of dogmatisch scepticisme ontstond binnen de Akademeia, de school van Plato, waarvan Arkesilaos als eerste scepticus gezien kan worden. Deze sceptici betoogden dat men niets met zekerheid kan kennen en probeerden dan ook de stellingen van de andere scholen te ontkrachten. Ze lieten zich sterk inspireren door de vroegere dialogen van Plato, die steeds in een aporie eindigden om de lezer zelf tot nadenken aan te zetten.
De tweede variant van het scepticisme, het pyrronisme (vernoemd naar Pyrrho van Elis) verdedigde een andere sceptische positie. Bekend is het werk van Sextus Empiricus waarin deze de basisprincipes van het pyrronisme uiteenzet. Pyrronisten stellen dat men stellingen kan bevestigen noch ontkennen, en dat men daarom moet afzien van de claim op kennis. Volgens de pyrronistische leer is voor elke stelling evenwaardig bewijs voor zowel vóór als tégen te vinden. De onrust die met het niet weten gepaard gaat, kan uiteindelijk overwonnen worden door het oordeel op te schorten.
Atomisme

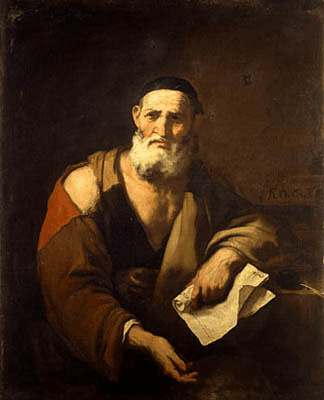
Leucippus.

Ook het atomisme van Leucippus en Democritus bevat een uitgewerkte kennisleer, later verder ontwikkeld door Epicurus. Het atomisme leert dat alles opgebouwd is uit eeuwige en onveranderbare atomen, die enkel verschillen in vorm en grootte. De objecten die wij zien zijn slechts groepen van toevallig aan elkaar geklitte atomen. Dit riep echter de vraag op hoe wij dan nog dingen kunnen kennen, vooral zaken als kleuren en geuren, die volgens het Griekse atomisme geen materiële basis hadden (geen atomen waren).
Democritus antwoordt daarop dat alle voorwerpen voortdurend een soort beeldjes (eidôla) afscheiden, waarin de structuur van de atomen nog vervat zit. Onze waarneming, en vervolgens onze kennis, van de objecten wordt veroorzaakt doordat onze zintuigen deze beeldjes opvangen. We zien dus de atomen niet direct, maar indirect, via deze beeldjes. Atomen zelf zijn niet bitter, zoet of rood, maar dat effect ontstaat door onze zintuigen. Op deze wijze maakt Democritus dus als eerste een onderscheid tussen primaire en secundaire eigenschappen. Naast deze beeldjes ruimt Democritus ook plaats in voor het verstand als zetel van de kennis. Immers, op basis van onze waarneming kunnen we iets oneindig kleins als een atoom niet kennen; dat kan slechts via het verstand, hoewel ook de empirie hierin een rol speelt.
Epicurus bouwt op deze opvattingen verder. Om zijn epicurisme, dat ook uitgaat van atomen, te funderen gaat Epicurus op zoek naar onbetwijfelbare uitgangspunten. Deze zekere fundamenten vond hij in de waarneming: de voorwerpen die wij zien geven hun echte structuur aan ons door, wat blijkt uit het feit dat we vaak juist over hen oordelen. Net als Democritus verklaart hij de waarneming via de eerder genoemde beeldjes en stelt dat ze onbetwijfelbaar is: "elke waarneming is waar" volgens Epicurus; ze wordt veroorzaakt door iets dat werkelijk bestaat in de wereld. Op basis van deze waarnemingen velt de mens vervolgens oordelen, die op hun beurt wel betwijfelbaar zijn. We kunnen echter, zo stelt Epicurus, altijd via hernieuwde waarneming (terugkoppeling) controleren of het gevelde oordeel aan de werkelijkheid beantwoordt. Zo betoonde hij zich een rasechte empirist.
Er zijn daarnaast ook objecten die niet rechtstreeks waargenomen kunnen worden, althans niet helder genoeg. Het gaat dan vooral om hemellichamen als de zon, en om kleine voorwerpen als atomen. Epicurus geeft toe dat men deze niet goed kan waarnemen, maar betoogt dat men ze indirect kan toetsen door te kijken naar de gevolgen van hun aanwezigheid, of door het hanteren van analogiebewijzen. Deze indirecte bewijzen kunnen weliswaar niet leiden tot bevestiging van het oordeel, maar soms wel tot weerlegging, en in andere gevallen tot wat hij noemt 'niet-weerlegging' (ouk antimarturêsis): de stelling aangaande dit onduidelijk object is mogelijk waar (niet uitgesloten).

### Middeleeuwen
In de middeleeuwen treden er onder invloed van de opkomst van het christendom nieuwe elementen in de epistemologie naar voren. De meeste, om niet te zeggen alle filosofen waren in de middeleeuwen tevens theologen: hun filosofie was onlosmakelijk verbonden met het denken over God. Hun epistemologie steunde dan ook vooral op God en christelijke begrippen.
Zo wijst de kerkvader Augustinus van Hippo op het gegeven van de erfzonde. Kennis was nog wel mogelijk, maar enkel door toedoen van het licht geschonken door God. Augustinus beroept zich op vele Platoonse elementen en stelt zo dat kennis bestaat uit tijdloze, onveranderbare Ideeën, die hij in tegenstelling tot Plato in God plaatst. Daarnaast is Augustinus ook bekend voor zijn bestrijding van het scepticisme. Bekend is zijn stelling dat "als ik bedrogen word, dan besta ik" (Si fallor, sum) waarmee hij de beroemde stelling van René Descartes, cogito ergo sum, 1200 jaar voor was. Dit idee hield in dat als men inderdaad bedrogen wordt, men desondanks zeker kan zijn van het feit dat er iets is dat bedrogen wordt.

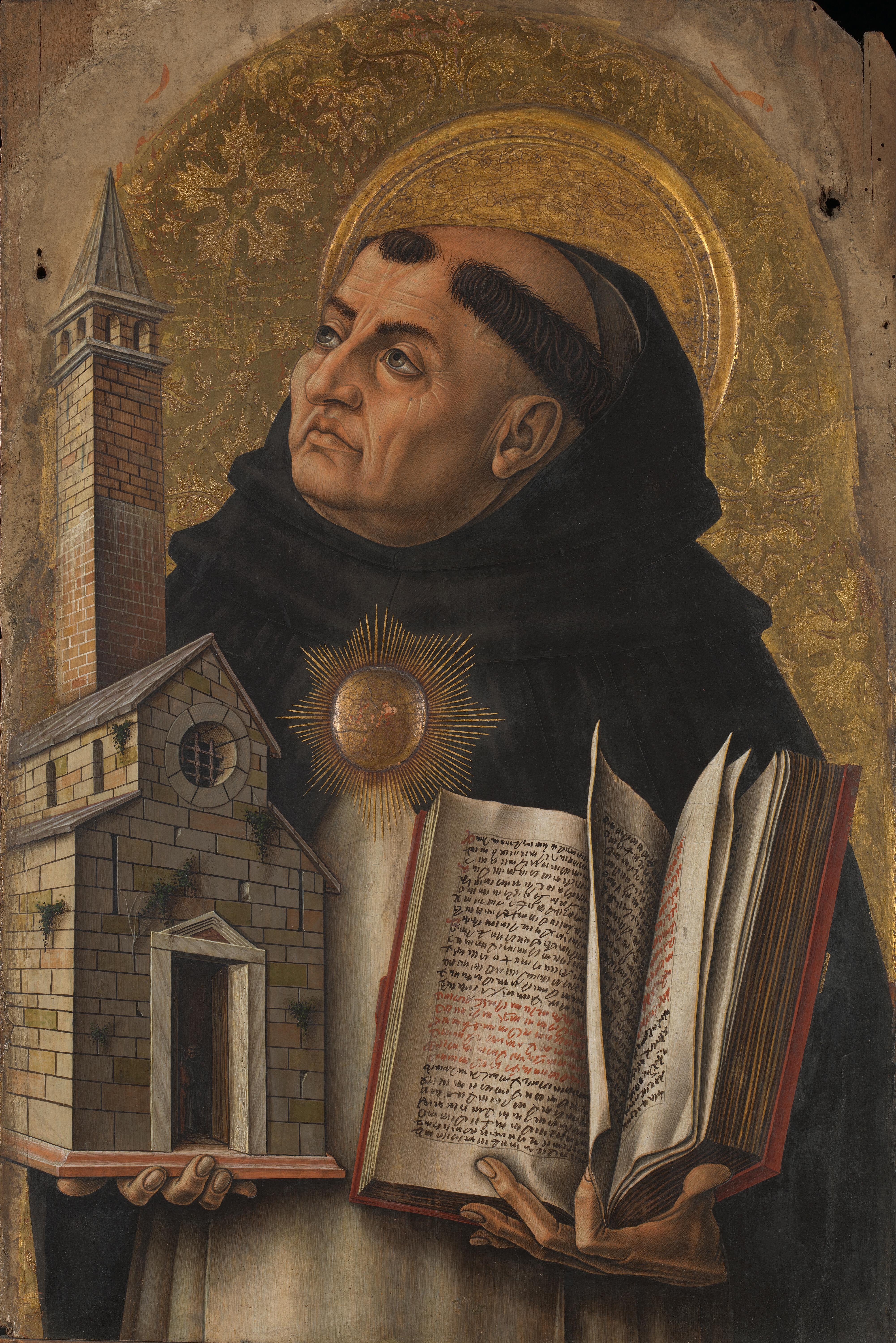
Thomas van Aquino.

Vanaf de 13e eeuw komt het werk van Aristoteles, dat lange tijd grotendeels vergeten was, weer op de voorgrond voornamelijk als gevolg van vertalingen in het Latijn van in het Arabisch bewaard gebleven werk van deze Griekse filosoof. Door de toenemende populariteit van Aristoteles werd de typisch Platoonse epistemologie dan ook langzamerhand verdrongen door een Aristotelische. Zo is het denken van Thomas van Aquino sterk geïnspireerd door dat van Aristoteles. Kennis komt volgens Thomas van Aquino tot stand doordat het actieve intellect een concept van de data abstraheert, die het door de zintuigen aangereikt krijgt. Dit abstractieproces houdt in dat men van deze waarneming die elementen benadrukt die voor dat type object essentieel zijn. Als men een paard ziet, herkent men dit als een paard door van dit beeld de elementen "levend wezen", "wezen met vier poten" en dergelijke eruit te halen.
Een bredere problematiek in de middeleeuwse epistemologie is het debat over universalia. Dit debat gaat over de vraag of algemene begrippen zoals "het paard", "de mens" of "de rechtvaardigheid" werkelijk bestaan. Bestaan deze universalia onafhankelijk ergens in de realiteit of bestaan er slechts de particuliere gevallen? Het eerste standpunt, vaak realisme genoemd, gaat oorspronkelijk terug op Plato en zijn ideeënleer, en werd ook door vele filosofen in de middeleeuwen verdedigd. In de latere middeleeuwen, in het werk van Willem van Ockham of Roscellinus van Compiègne werd de positie van het nominalisme verdedigd, namelijk dat de algemene begrippen enkel in ons hoofd zitten, en dus iets mentaals zijn. Iemand als Petrus Abaelardus zal dan weer de middenpositie van het conceptualisme uitwerken.
Voor vele theologen in de middeleeuwen was er ook geen onderscheid tussen theologie en wetenschap (scientia). Vanaf de 14e eeuw begonnen bepaalde theologen zich toch te verzetten tegen deze volledige vereenzelviging. Iemand als Ockham wijst erop dat het van een zekere hoogmoed getuigt te denken dat men via de menselijke rede God kan begrijpen. Ockham bekritiseert dan ook sterk de metafysica, die als brugfunctie tussen filosofie en theologie dienstdeed. De meest radicale positie hierin is het fideïsme: het geloof staat volledig los van de rede, en de rede heeft er dan ook niets over te zeggen. Voorbeelden hiervan zijn Tertullianus, Al-Ghazali en Gregorius van Rimini. Bekend is bijvoorbeeld de leuze van Tertullianus: "Ik geloof omdat het absurd is" (credo quia absurdum). Later zouden filosofen zoals Michel de Montaigne en Blaise Pascal gelijkaardige standpunten verdedigen.
Wetenschap en theologie raakten van elkaar gescheiden omdat zij een andere bron van kennis hebben: de wetenschap beroept zich op waarneming en intellect, terwijl de theologie zich met de goddelijke openbaring bezighoudt. Hierdoor ging de theologie zich zuiver richten op de Heilige Geschriften en de traditionele geloofsovertuigingen. Wetenschap moest zich daarentegen richten op het aardse, en niet het goddelijke, iets wat zou leiden tot de opkomst van de moderne wetenschap.

### Moderniteit
In de renaissancefilosofie en de moderne filosofie voltrekt deze scheiding zich. Voornamelijk is dit verbonden met het gegeven van de reformatie en de bijhorende godsdienstoorlogen. Theologen als Martin Luther en Johannes Calvijn betwijfelden de ultieme autoriteit van de Rooms-Katholieke Kerk. Hierdoor kwam de vraag op hoe men moest oordelen tussen deze verschillende geloofsovertuigingen. Hier ontstaan het probleem van het scepticisme en de zoektocht naar de vaste fundamenten van de kennis, bekend als het foundationalisme. Een vroeg voorbeeld hiervan was Michel de Montaigne, bekend om zijn motto Que sais-je? (wat weet ik?).
Het duidelijkste voorbeeld hiervan is René Descartes die in zijn werken Verhandeling over de methode (1637) en Meditaties over de eerste filosofie (1641) een zoektocht naar zekere kennis uiteenzet. Hierin hanteert hij een radicale, maar methodologische twijfel waarin hij alles wat maar enigszins in vraag gesteld kan worden, verwerpt als onzeker. Uiteindelijk komt hij op zijn beroemde zekerheid: "ik denk dus ik ben" (cogito ergo sum). Hieruit trachtte hij dan nog het bestaan van God en de buitenwereld af te leiden. Breder kan Descartes geplaatst worden in de stroming van het rationalisme: het verstand (ratio) is de uiteindelijke bron van onze kennis. Op basis van denken alleen kunnen we de waarheid van de werkelijkheid achterhalen. Andere denkers van deze stroming zijn Gottfried Leibniz en Baruch Spinoza.

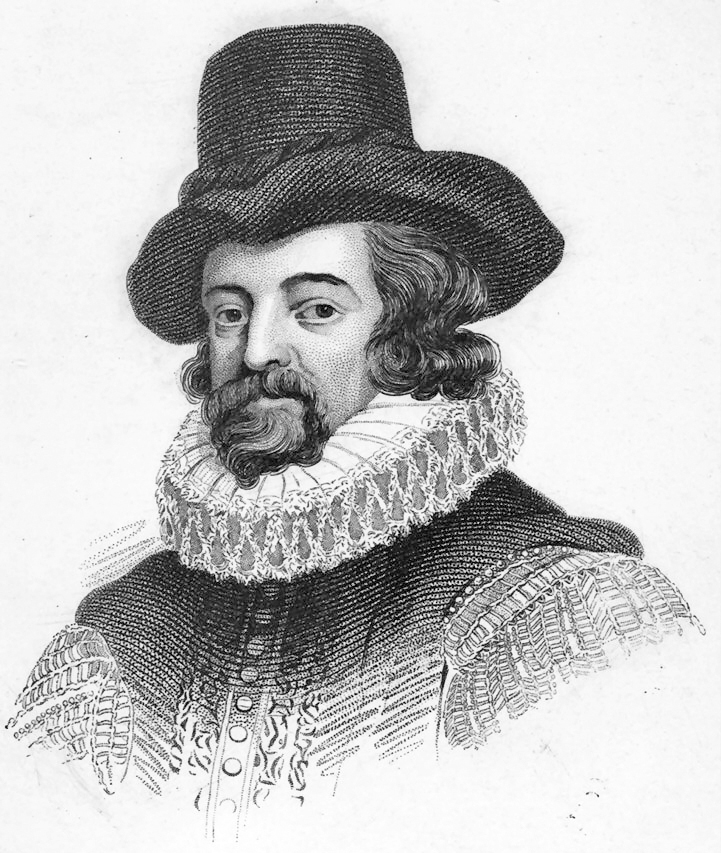
Francis Bacon.

Tegenover het rationalisme staat het empirisme. Deze opvatting stelt dat al onze kennis afkomstig is uit zintuiglijke ervaring (empirie). Vertegenwoordigers van deze stroming zijn Francis Bacon, Thomas Hobbes, John Locke, George Berkeley en David Hume. Hume is ook bekend om zijn radicaal sceptische houding: we zien enkel maar vlekjes of sense data. Zaken als oorzakelijkheid, persoonsidentiteit of God kunnen we niet waarnemen en dus ook niet zeker weten. Toch geloven veel mensen erin, maar dit enkel op basis van gewoonte (habit).
Wetenschappelijke revolutie
Belangrijk voor de epistemologie was ook het plaatsvinden van de wetenschappelijke revolutie in de natuurwetenschappen, en de daaruit voortgekomen moderne wetenschappelijke methode. In de filosofie waren vooral de eerder genoemde Francis Bacon en René Descartes belangrijk. Bacon is met name bekend vanwege zijn Novum Organum (1620) waarin hij poogt deze nieuwe wetenschappelijke methode te beschrijven. In tegenstelling tot Aristoteles die de nadruk legde op deductie, stelt Bacon de inductie centraal. In de Novum Organum tracht hij de wetenschappelijke praktijk, en de manier van het uitvoeren van experimenten uit te leggen en te normeren. Bekend is zijn uitspraak: "kennis is macht" (scientia potentia est). Terwijl Bacon belangrijk was voor de empirische wetenschappen, ligt het belang van Descartes vooral in de wiskunde: samen met denkers als Leibniz en Isaac Newton stond Descartes aan de basis van de wiskundige analyse. Feitelijk betekende deze wetenschappelijke revolutie ook het begin van de wetenschapsfilosofie als onafhankelijke discipline in de filosofie.
Immanuel Kant en de receptie (nawerking) van zijn oeuvre
De tegenstelling tussen rationalisme en empirisme wordt overbrugd in het werk van Immanuel Kant. Hij heeft dit criticisme met name uiteengezet in zijn hoofdwerk, Kritiek van de zuivere rede (1781). Kant was in zijn "voorkritische periode" (voordat hij de Kritiek van de zuivere rede schreef) een rationalist, maar na het lezen van het werk van Hume "ontwaakte hij uit zijn dogmatische slaap". Mede door deze "openbaring" kwam hij tot wat hij (in overdrachtelijke zin) een (kennistheoretische) "copernicaanse revolutie" noemt: niet het subject (de denkende mens) moet zich onderwerpen aan de objecten, maar de objecten moeten zich onderwerpen aan de categorieën van het denken. Kennis komt volgens Kant weliswaar voort uit de waarneming, maar kan evenzogoed niet zonder het denken. De gedane waarneming moet immers nog geïnterpreteerd worden: het denken legt haar structuur op aan de waarneming. Zo nemen wij geen oorzakelijkheid of eenheid waar, maar zijn dat categorieën van het menselijk denken die we op de wereld plakken. Hoe de werkelijkheid echt is weten wij niet en kunnen we niet weten (Das Ding an sich ist ein unbekanntes). Op deze wijze werd dan ook metafysische speculatie over de ware aard van de werkelijkheid onmogelijk.
Het werk van Kant had grote invloed op de verdere filosofie, en zeker ook op de epistemologie. Filosofen konden niet meer op dezelfde "naïeve" wijze op zoek gaan naar 'zekere kennis' omtrent de wereld. Toch zouden er al snel filosofen opduiken die beweren 'kennis van de werkelijkheid op zich' in pacht te hebben. Kants nadruk op het feit dat het de categorieën van het denken zijn die de werkelijkheid zoals ze ons voorkomt bepalen, en dat we niets met zekerheid over het ding an sich kunnen weten, leidde bij sommige filosofen tot de kritische vraag: als we het "ding an sich" niet kunnen kennen, waarom spreekt Kant er dan toch over alsof het bestaat? Hoe kunnen we dan weten dat het bestaat?
Volgens het Duits idealisme met denkers als Johann Gottlieb Fichte, Friedrich von Schelling en Georg Wilhelm Friedrich Hegel moest men het concept van het "ding an sich" dan ook laten vallen, of vereenzelvigen met de werkelijkheid zoals die zich aan de mens voordoet. De mens kan de werkelijkheid wel degelijk kennen, omdat de geest de werkelijkheid zelf "maakt": de werkelijkheid vloeit uit de redelijkheid zelf voort. In zekere zin is dan ook alles "geest". Hegel stelt in zijn hoofdwerk Phänomenologie des Geistes (1807) dat er in de geschiedenis sprake is van een dialectisch en doelmatig proces, waardoor de wereldgeest zich langzamerhand van zichzelf bewust wordt, culminerend in Hegels hoogsteigen filosofie. Absolute kennis is dan wel degelijk  mogelijk: de werkelijkheid in zijn geheel is redelijk, en voor de mens toegankelijk, aangezien de mens zelf deel uitmaakt van die wereldgeest.

Arthur Schopenhauer.

Het marxisme met denkers als Karl Marx en Friedrich Engels zette deze visie van Hegel op zijn kop. Er was inderdaad sprake van een doelmatig proces (dialectiek) in de geschiedenis, maar dat proces werd gestuurd door de materiële onderbouw: door de economische en sociale situatie waarin de maatschappij zich bevond. Deze maatschappelijke 'onderbouw' bepaalde ook de 'bovenbouw': de cultuur (de kunst en het denken). De mogelijkheid van zekere, betrouwbare kennis werd hierdoor echter problematisch: kennis was immers altijd 'besmet' door de heersende ideologie die zichzelf constant wilde legitimeren. De Italiaanse filosoof Antonio Gramsci werkte in de twintigste eeuw het gegeven van maatschappelijke ideologische dominantie ('culturele hegemonie') door de heersende klasse verder uit.
Andere filosofen, die het niet eens waren met dit ver doorgevoerde hegeliaanse idealisme, grepen sterker terug op Kant. Arthur Schopenhauer bijvoorbeeld, die weliswaar uitgaat van Kant, maar toch beweert dat men het ding op zich kan kennen, zij het op een andere manier. In Die Welt als Wille und Vorstellung blijft Schopenhauer trouw aan Kants dogma van de onkenbaarheid van 'het ding op zich', door te stellen dat de mens het niet kent via het "empirisch bewustzijn" (via de ervaring), maar het wel kan achterhalen, via wat hij noemt het "hogere bewustzijn". Het ding op zich kan men kennen door "de innerlijke ervaring". Naast het louter empirisch aanschouwen van de werkelijkheid, bevindt er zich volgens Schopenhauer in de mens nog een andere bron van kennis: de mens is een deel van de metafysische Wil die in alle objecten schuilgaat, en kan haar zo dus ook kennen. "Men ging naar buiten in alle richtingen in plaats van in zichzelf te keren, waar ieder raadsel moet worden opgelost."
Het positivisme van Auguste Comte trekt een ander aspect van de ideeën van Kant in zijn uiterste, anti-metafysische consequentie door. Kant betoogde dat de metafysica als wetenschappelijke discipline ten dode is opgeschreven, en dat de mens geen kennis zonder ervaring kan hebben. Volgens het positivisme kan enkel de empirische wetenschap adequate kennis leveren. Een gelijkaardige tendens is te bespeuren in de heropleving van de "zuivere" Kant in het neokantianisme met personen als Hermann von Helmholtz en Johann Friedrich Herbart.

### Hedendaagse filosofie
De hedendaagse filosofie, waarvan het begin rond 1900 gesitueerd moet worden, kenmerkt zich door een nog grotere fragmentatie van filosofische visies op kennis. In feite is deze fragmentatie het resultaat van het werk van Kant: de grote begrenzingen aan het filosofisch project - voornamelijk doordat de metafysica moest verdwijnen - veroorzaakten in de epistemologie een ware crisis: hoe kunnen filosofen nog de ware werkelijkheid en ware kennis achterhalen? Hegels idealistische oplossing was een vroege optimistische reactie, maar werd op haar beurt al snel weer verlaten. Toch zou zij grote invloed blijven uitoefenen, zelfs in de hedendaagse filosofie: zo werd het Brits idealisme de opvolger van het Duits idealisme, met personen als T.H. Green en F.H. Bradley. Verder zou dit idealisme ook invloed hebben op verscheidene Amerikaanse denkers zoals Josiah Royce en John Dewey.
Pragmatisme en hermeneutiek

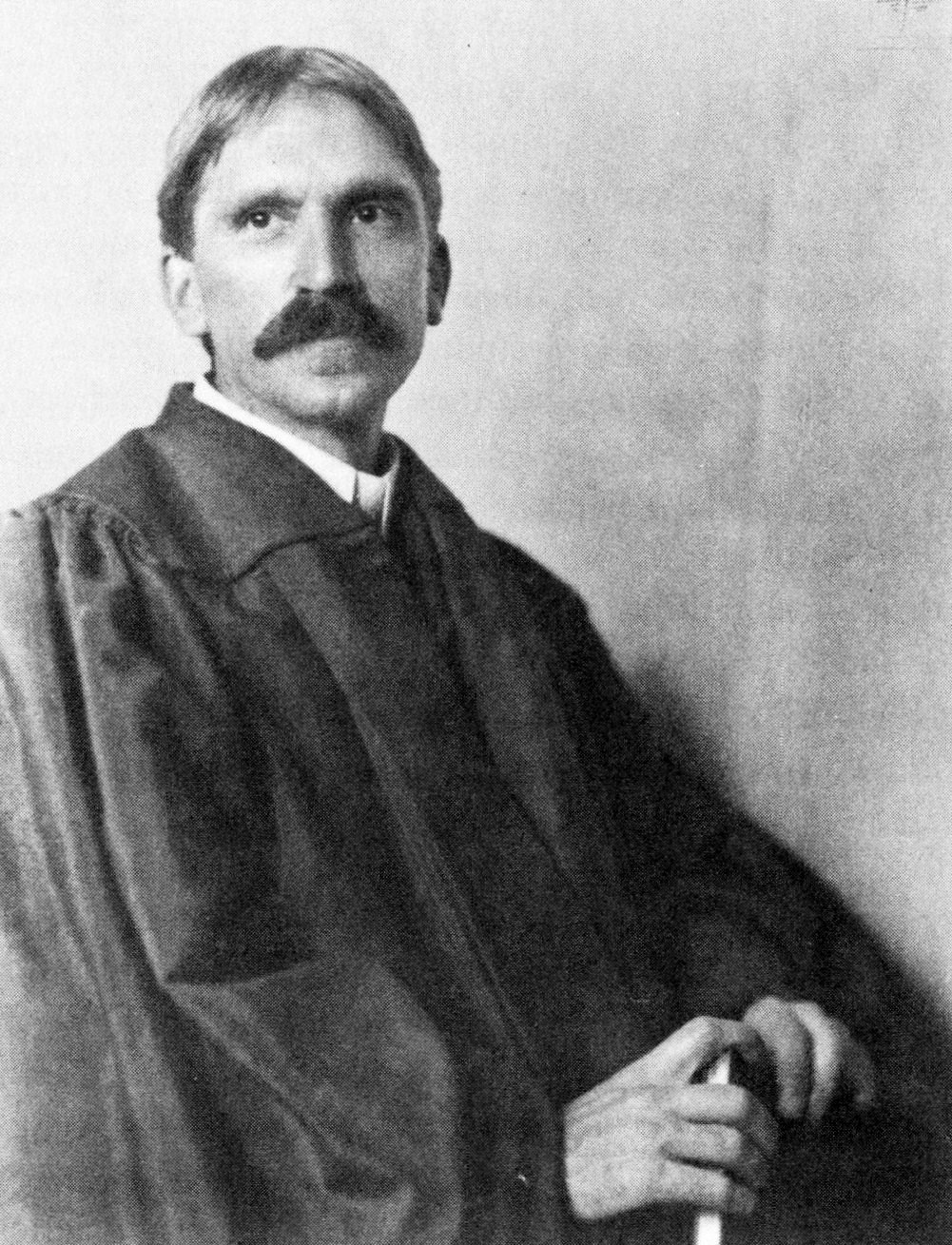
John Dewey.

Vroege oplossingen, gedeeltelijk onder invloed van het idealisme, waren het pragmatisme en de hermeneutiek. Beide vertrokken van het hegeliaans idealisme, maar lieten er grote delen van vallen. Het ging niet meer om een wereldgeest die via een volledig rationeel proces tot zelfbewustzijn kwam, waardoor de ultieme waarheid zich openbaarde. Kenmerken die werden behouden waren het dialectisch denken en de door Hegel voorgestelde overbrugging van lichaam en geest.
Het pragmatisme is een Amerikaanse stroming met denkers als C.S. Peirce, William James en de eerder vernoemde Dewey. Deze denkers stonden ook sterk onder de invloed van de evolutietheorie: de mens werd gezien als een simpel dier dat moest strijden voor zijn bestaan. Het pragmatisme is daarom niet geïnteresseerd in het ware wezen van de werkelijkheid. Zij is vooral probleemgericht en ziet denken dan ook als problem-solving: de mens wordt geconfronteerd met een reeks problemen waarop hij adequaat moet reageren. Het doet er niet toe dat de mens "de werkelijkheid zoals hij echt is" doorgrondt; zolang het probleem verholpen is, is het in orde. Waarheid wordt dan ook gedefinieerd in functie van functionaliteit: iets is waar als het werkt, als het goed functioneert binnen de menselijke maatschappij. Dit pragmatisme kan geïnterpreteerd worden als het opgeven van het klassieke filosofische project naar het zoeken naar de waarheid op zich. Grotendeels om die reden heeft het pragmatisme dan ook veel kritiek te verduren gehad.
De hermeneutiek daarentegen speelt zich grotendeels in Europa af, en trekt voornamelijk Duitse denkers aan, zoals Wilhelm Dilthey, Hans-Georg Gadamer en Martin Heidegger. De hermeneutiek begint feitelijk bij Friedrich Schleiermacher, die het principe op teksten toepast. Teksten moeten verstaan worden vanuit een hermeneutisch proces: de kennis en interpretatie van een tekst verandert tijdens het lezen. Dit komt door de "hermeneutische cirkel": elk deel van de tekst beïnvloedt het geheel en het geheel op haar beurt elk deel. Dit blijkt vooral bij herlezing van een tekst: de delen worden nu sterker geïnterpreteerd in functie van het geheel en het geheel wordt uitgediept aan de hand van herinterpretatie van de delen.
Dilthey breidt dit gegeven uit naar elke menswetenschap. Hij onderscheidt verklaren ('ërklaren') in de natuurwetenschappen, die zijn gericht op causaliteit en analyse van gedane waarnemingen, en verstaan ('verstehen') in de menswetenschappen, die zijn gericht op het begrijpen van een fenomeen en het plaatsen in een groter geheel. Heidegger radicaliseert dit in zijn magnum opus Sein und Zeit (1927): het hele menselijk bestaan is in zekere zin Verstehen. Waarheid is hier voor Heidegger "onverborgenheid" (alètheia): de waarheid van iets komt tot stand doordat het "Zijn" dit zijnde laat zijn zoals het is en haar dus aanwezig maakt, terwijl het Zijn zelf afwezig blijft. Ook hier kan het deel (zijnde) niet los gedacht worden van het geheel (Zijn).

#### Analytische filosofie
Deze crisis van de filosofie stond ook aan de oorsprong van het onderscheid tussen de continentale filosofie en de analytische filosofie. Beide stromingen probeerden, evenals het pragmatisme en de hermeneutiek, een nieuwe methode te ontwikkelen om tot kennis van de werkelijkheid te komen. De analytische traditie was een Britse reactie tegen het Brits idealisme: Bertrand Russell en G.E. Moore waren het radicaal oneens met hun stellingen. Zowel de idealistische inslag als de bijhorende opvattingen over de werkelijkheid en waarheid waren volgens hen radicaal fout: daartegenover verdedigden zij een sterk realisme en een hernieuwde vorm van de correspondentietheorie van de waarheid.

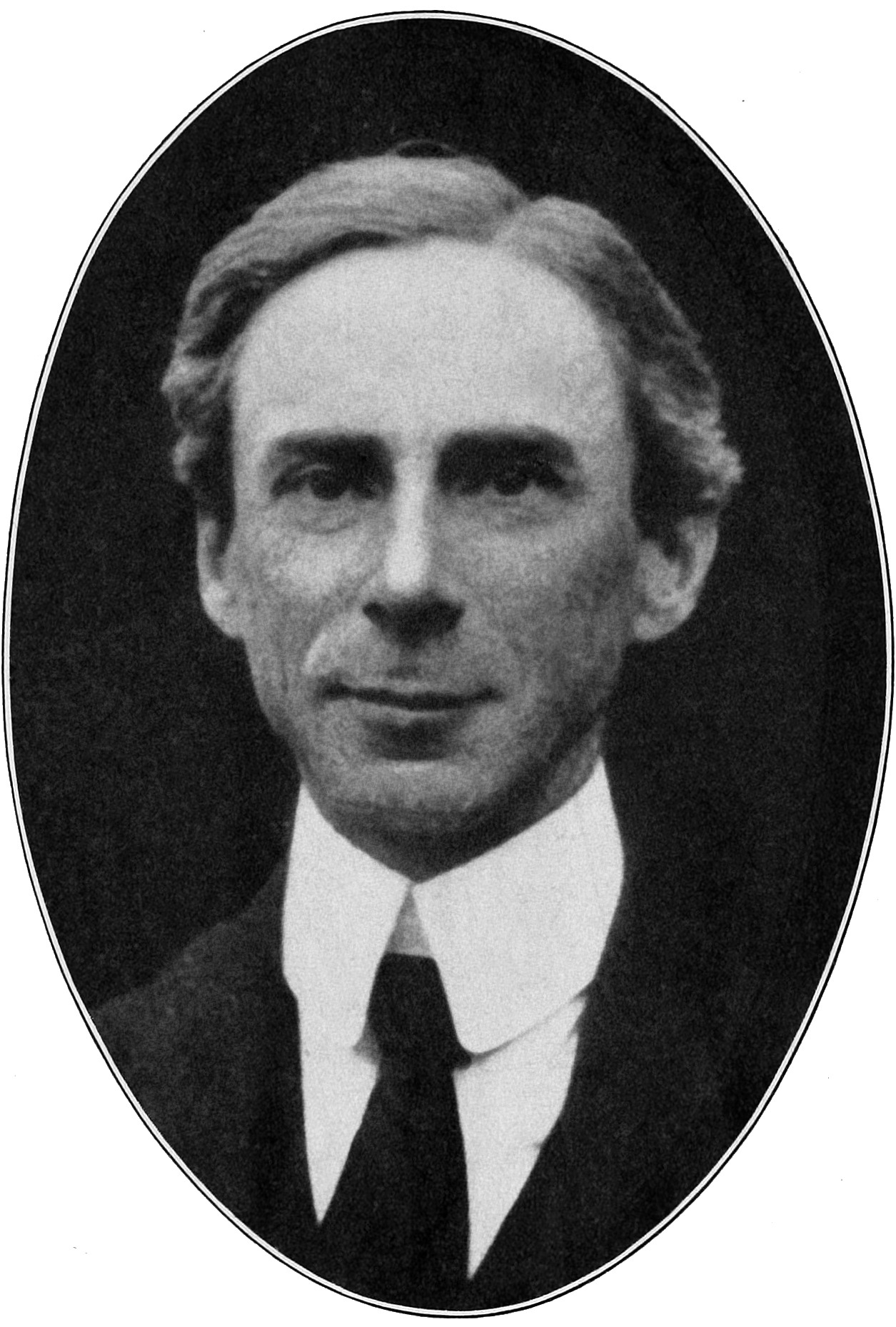
Bertrand Russell.

Hiervoor ontwikkelde met name Russell de analytische methode: filosofie moest bestaan uit het, met behulp van de logica en taalfilosofie, analyseren van filosofische termen en problemen. Russell verdedigde het logisch atomisme: het spreken van de mens over de werkelijkheid kan gereduceerd worden tot een reeks "atomaire feiten". Deze atomaire feiten corresponderen op hun beurt met iets uit de werkelijkheid. Russells opvatting over de werkelijkheid was realistisch: de werkelijkheid bestaat buiten en los van de mens.
Wittgenstein en de Wiener Kreis
Ich sitze mit einem Philosophen im Garten; er sagt zum wiederholten Male: ‚Ich weiß, dass das ein Baum ist‘, wobei er auf einen Baum in der Nähe zeigt. Ein Dritter kommt daher und hört das, und ich sage ihm: ‚Dieser Mensch ist nicht verrückt: Wir philosophieren nur.‘
De filosoof Ludwig Wittgenstein zou deze visie verder uitwerken in zijn Tractatus Logico-Philosophicus (1922): de betekenis en waarheid, en dus ook kennis komt net als bij Russell voort uit een correspondentie met de werkelijkheid. Wittgenstein verdedigt hier de afbeeldingstheorie (picture theory of meaning). De wereld bestaat uit een verzameling feiten en zo'n feit is waar als dat feit correspondeert met een element uit de werkelijkheid. Dit betekent ook dat men enkel zinvol kan spreken over dingen die in de werkelijkheid terug te vinden zijn. Volgens Wittgenstein kan men dan ook niet zinvol spreken over ethiek en esthetica: met morele of esthetische uitspraken correspondeert immers niets. Dit wil wel niet zeggen dat deze gebieden niet belangrijk zijn, integendeel. Men kan echter gewoon niet spreken over deze gebieden; men kan er de waarheid echter enkel van tonen.
Verscheidene Duitstalige filosofen en wetenschappers waren sterk onder de indruk van deze visie. Dit betrof met name leden van de Wiener Kreis: een cirkel Duitstalige intellectuelen, waaronder Moritz Schlick en Rudolf Carnap. Zij baseerden dan ook hun logisch positivisme op dit werk van Wittgenstein gecombineerd met het empirisme van David Hume. Net als het positivisme van Comte kan men enkel kennis vinden in de empirische uitspraken of in wiskundige of logische uitspraken. Centraal staat het verificatiebeginsel: men kan enkel zinvol over iets spreken als het empirisch te verifiëren valt. In tegenstelling tot Wittgenstein verwierpen zij het hele ethische en esthetische veld, of reduceerden het tot heel enge fenomenen (emotivisme).
Vanaf de jaren 60 en 70 werd deze sterke nadruk op de logica en het zoeken naar vaste fundamenten voor de kennis langzamerhand verlaten. Dit kwam voornamelijk door de opkomst van de ordinary language philosophy die de nadruk legde op het dagelijks gebruik van termen. Ook de filosoof Karl Popper leverde in zijn werk kritiek op elk project naar zekere kennis. Hij verwerpt die zoektocht, en stelt een fallibilistische positie in de plaats: men moet toegeven dat de inzichten die men heeft nooit echt zeker zijn, maar altijd weerlegd of gefalsifieerd kunnen worden. Ook door Willard Van Orman Quine, een van Carnaps leerlingen, is er kritiek op dit project geleverd, voornamelijk in zijn essay Two Dogmas of Empiricism (1951). Hierin stelt Quine dat het klassiek onderscheid tussen analytisch en synthetisch oordeel onhoudbaar is.
Een gelijkaardige reactie was er ook op het klassieke probleem van het filosofisch scepticisme. Vele hedendaagse analytische filosofen, zoals Hilary Putnam en Peter Strawson nemen dit scepticisme niet meer als een serieuze dreiging. Als ze er al over spreken dan willen ze vooral stellen dat het een zinloze en onmogelijke positie is die het overwegen niet waard is. Er zijn echter wel uitzonderingen, zoals Thomas Nagel die er nog wel sterke aandacht aan schenken.
Ook heeft de voor de rest onbekende filosoof Edmund Gettier een plaats binnen de hedendaagse epistemologie bemachtigd. Grotendeels komt dit door het reeds klassiek geworden Gettier-probleem geformuleerd in zijn artikel Is Justified True Belief Knowledge? (1963). Hier stelde hij enkele voorbeelden voor die de klassieke definitie van kennis als een "ware en gerechtvaardigde overtuiging" (true justified belief) omzeilen en dus aantonen dat de definitie onvolmaakt is. Veel onderzoek in de hedendaagse epistemologie is dan ook naar mogelijke oplossingen voor dit probleem.
Recentelijk hebben ook bepaalde filosofen, in de pragmatische traditie, zoals Richard Rorty en Robert Brandom opgeroepen om meer toenadering te zoeken tot de continentale filosofie en het klassieke epistemologische programma te verlaten. Iemand als Rorty verwerpt in Philosophy and the Mirror of Nature (1980) de eeuwenoude zoektocht naar een fundament voor ware en zekere kennis als een verkeerde zoektocht.

#### Continentale filosofie

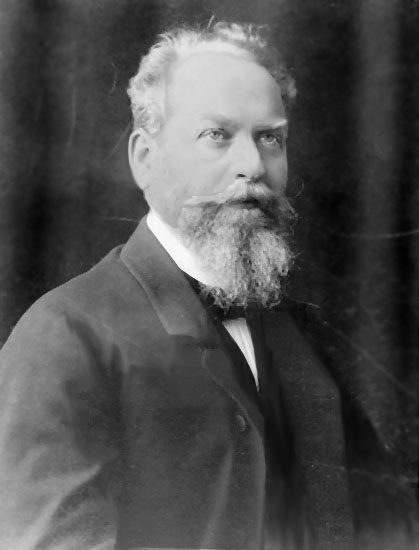
Edmund Husserl.

De continentale filosofie sloeg een geheel andere richting in, met minder focus op logica en taalfilosofie. Filosofen als Franz Brentano en Edmund Husserl richtten zich op de zuivere aard van het waarnemen zelf, en zo was de fenomenologie geboren. De klassieke vraag naar de zekerheid van de relatie tussen de menselijke geest en de buitenwereld moet men "tussen haakjes zetten" (einklammern).
Fenomenologen als Husserl, Maurice Merleau-Ponty en Martin Heidegger, betogen dat de klassieke tegenstelling tussen empirisme en rationalisme een doodlopende weg is. Volgens de fenomenologen vatten beide kennistheoretische stromingen het proces van zintuiglijke waarneming  te intellectualistisch en rationalistisch op. Het rationalisme betoogt dat de mens de zaken in zijn omgeving steeds rationalistisch construeert en analyseert met een zekere wiskundige precisie. Het rationalisme spreekt van waargenomen objecten aan de hand van wiskundige parameters als uitgebreidheid ('res extensa'). Het empirisme stelt dat we in de eerste plaats "vlekjes" zien, die we vervolgens via het denken rationeel reconstrueren. Volgens fenomenologen is echter noch ervaring, noch de rede de fundamentele kennisbron: we dienen de fenomenen zelf te laten spreken, de zuivere aanschouwing van hetgeen ons in het bewustzijn is gegeven.
Het postmodernisme en poststructuralisme
In La condition postmoderne: rapport sur le savoir (1979), een onderzoek naar de huidige stand van zaken in de epistemologie in opdracht van de regering van Quebec, stelt Jean-François Lyotard dat de 'grote verhalen' dood zijn en daarmee de moderniteit ten einde is. Hij luidt dan ook de postmoderniteit in: een tijd waarin er geen plaats meer is voor zulke grote verhalen en grootschalige projecten die de fundamenten van de kennis onderzoeken.
Ideeën als de "werkelijkheid op zich" of "de ultieme waarheid" worden opgegeven, ze worden gezien als totalitaire begrippen. Grote verhalen, zoals de verlichting of het marxisme laten geen plaats over voor het radicale Andere in de wereld. In de postmoderniteit is er enkel plaats voor "kleine verhalen", en fragmenten van de werkelijkheid die kunnen verschillen van perspectief. De grote inspiratiebron voor de postmoderne filosofie is de classicus (en dominees-zoon) Friedrich Nietzsche, die de dood van God proclameerde en daarmee het einde aankondigde van het klassieke, sacrale, overkoepelende christelijke verhaal van "Gods volk onderweg". Andere postmodernisten zijn Jacques Derrida en Gianni Vattimo. Vaak wordt postmodernisten relativisme verweten: waarheid lijkt volledig af te hangen van de subjectiviteit van een willekeurig individu, en is daarmee arbitrair geworden.
Een ander belangrijk denker binnen de continentale traditie is de poststructuralist Michel Foucault die in werken als Les mots et les choses (1966) betoogt dat het denken in opeenvolgende periodes in de menselijke geschiedenis wordt beheerst door verschillende epistèmes: een 'epistème' is het geheel van samenhangende kennis en wetenschap van een bepaalde periode. Door de tijd heen komen er epistemische breuken voor: het ene epistème wordt verlaten voor het volgende. Dit houdt ook een radicale verandering van de aard van het denken in. Hij baseerde deze ideeën op denkers als Gaston Bachelard en Louis Althusser. De Amerikaanse denker Thomas Kuhn verdedigt in zijn werk The Structure of Scientific Revolutions (1962) een gelijkaardig idee, maar toegespitst op het wetenschappelijke denken. De wetenschapsgeschiedenis wordt gekenmerkt door elkaar opvolgende paradigma's. Net als bij Foucault houdt voor Kuhn zo'n verschuiving een radicale onvertaalbaarheid, en een verandering van de aard van kennen in.

## Discussiepunten
De geschiedenis van de filosofie overziend, is de epistemologie een van de meest onderzochte en bediscussieerde onderwerpen. De discussie concentreert zich op het analyseren van de aard van de kennis, en hoe deze laatste zich verhoudt tot begrippen als waarheid en geloof. Veel van deze discussies gaan over rechtvaardiging: kennistheoretici analyseren de rechtvaardigingsgronden van kennisaanspraken, oftewel de gronden waarop men kan beweren iets te weten. Heel in het kort probeert de kennistheorie de vraag "Hoe weten we, dat wat we weten?" te beantwoorden.
Op het eerste gezicht lijkt epistemologie een abstracte studie die volledig losstaat van het dagelijkse of sociale leven. Veel filosofen delen deze mening echter niet. Zo stelde Immanuel Kant al dat de vraag "Wat kan ik kennen?" een van de drie belangrijkste vragen is die de mens kan stellen. Filosofen als Bertrand Russell en Karl Popper wijzen er dan weer op dat de kenleer die men aanhangt praktische en politieke gevolgen kan hebben. Zo schrijft Popper:
I think that ideas are dangerous and powerful things, and that even philosophers have sometimes produced ideas. Indeed I have no doubt that [... the] doctrine of the impotence of all philosophy is amply refuted by the facts.
Vaak ook hangt de kenleer van een filosoof samen met de andere vakgebieden zoals metafysica of wijsgerige antropologie. Een goed voorbeeld is de pragmatist John Dewey die zijn kenleer ook toepast op zijn politieke filosofie en filosofie van de opvoeding. Vaak is het ook omgekeerd: de metafysica van een filosoof, zoals bij Plato of Arthur Schopenhauer, bepaalt de kenleer.

### Gettier-probleem
In de analytische filosofie is de standaardanalyse van het concept 'kennis' de JTB-analyse van kennis. (Justified True Belief). Volgens deze opvatting zijn de volgende condities de noodzakelijke voorwaarden om te spreken van 'kennis':
1. (B): S gelooft dat p
2. (T): p is waar
3. (J): S is gerechtvaardigd te geloven dat p

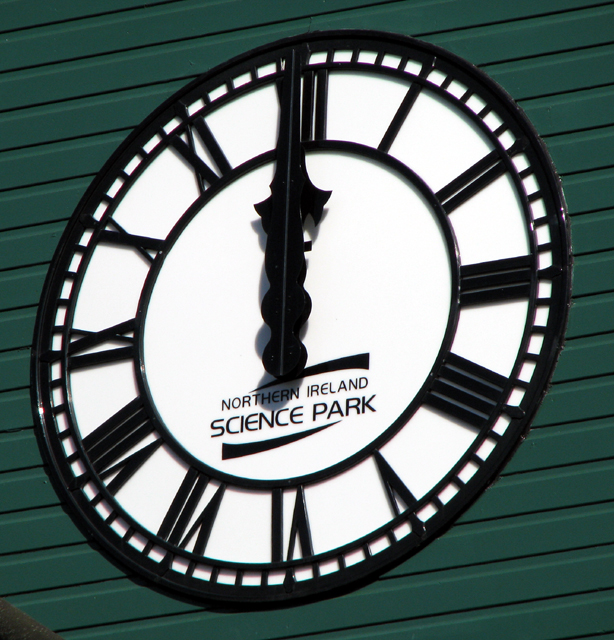
Het Gettier-probleem: men oordeelt op basis van deze klok dat het twaalf uur is. Wat men niet weet is dat de klok stilstaat. Toevallig is het echter ook net twaalf uur. Is dit echte kennis?

De filosoof Edmund Gettier is bekend geworden om zijn in 1963 gepubliceerd argument dat deze traditionele definitie van kennis in vraag stelt, voornamelijk aan de hand van enkele tegenvoorbeelden. In een artikel dat maar enkele pagina's lang is, beargumenteert Gettier dat er bepaalde situaties zijn waarin iemands geloof wel degelijk zowel gerechtvaardigd als waar is, maar waar men intuïtief toch niet geneigd is om over kennis te spreken. Gettier besluit hieruit niet dat de criteria van gerechtvaardigd en waarheid fout zijn, maar slechts onvoldoende. Dergelijke voorbeelden worden het Gettier-probleem genoemd. Deze zijn tot op heden nog niet weerlegd en vormen een bron van discussie voor epistemologen.
Gettier stelt twee gedachte-experimenten voor, die sindsdien bekendstaan als de Gettier cases waarin hij deze uitzonderingen beschrijft. In een geval wachten twee mannen, Jan en Piet op het resultaat van hun sollicitaties voor dezelfde baan. Elk van beiden heeft een euro op zak. Jan heeft voldoende redenen om te geloven dat zijn concurrent, Piet, de baan zal krijgen en ook weet hij dat Piet die euro op zak heeft. Hieruit besluit Jan dat "de persoon die een euro op zak heeft de baan zal krijgen." Jan is er echter niet bewust dat hijzelf ook een euro op zak heeft. Wanneer de uitslag bekend wordt gemaakt, blijkt het dat Jan de baan krijgt. Jan was dus fout in zijn overtuiging als zou Piet de baan krijgen. Jan heeft echter wel in dit geval een gerechtvaardigde en ware overtuiging dat de persoon met de euro in zijn zak de baan zal krijgen en men zou dus - volgens de definitie - moeten toegeven dat hij de kennis over de winnaar bezat. Gettier wijst erop dat men hier desondanks niet kan spreken alsof Jan weet dat de man met de euro op zak de baan zal krijgen, want Jans geloof refereert aan de muntjes in de zak van Piet en niet van hemzelf. Dit voorbeeld, samen met verscheidene anderen toont volgens Gettier aan dat de traditionele definitie onvolledig is omdat de overtuiging van de persoon in kwestie hier enkel klopt door toedoen van geluk.

#### Oplossingen
Er zijn verscheidene antwoorden geboden op dit traditioneel probleem. Vaak bestaan deze erin een andere definitie of voorwaarde voor kennis naar voren te brengen.
Een mogelijk antwoord is beschreven door de Amerikaanse filosoof Richard Kirkham. Kirkham betoogt dat de enige definitie die deze tegenvoorbeelden kan neutraliseren de infallibilische definitie is: de rechtvaardiging van de overtuiging, wil men van kennis spreken, moet de waarheid ervan ook noodzakelijk maken.
Een gerelateerde oplossing is het invoeren van een vierde voorwaarde voor kennis, namelijk "onophefbaarheid" (indefeasibility). Volgens deze visie mag er voor een overtuiging die pretendeert kennis te zijn geen overlappende of opheffende waarheid zijn die de rechtvaardiging van de overtuiging in kwestie onderuit haalt. Wanneer Jan bijvoorbeeld gelooft dat Tom een boek gestolen heeft, met als rechtvaardiging dat hij hem het boek zag wegnemen, bestaan er mogelijke opheffende proposities zoals "de identieke tweelingbroer van Tom loopt ook in deze bibliotheek rond". Slechts wanneer er geen van zulke opheffende proposities gelden, kan men echt spreken van kennis.
De stroming van het reliabilisme (reliabilism) betoogt dat een overtuiging enkel gerechtvaardigd is (en dus als kennis kan gelden) als de overtuiging in kwestie voortkomt (causaal veroorzaakt wordt) door een betrouwbaar proces. In het voorbeeld van Jan en Piet is dit bijvoorbeeld niet het geval omdat de overtuiging dat "de persoon met de euro op zak de baan zal krijgen" niet op een adequate manier veroorzaakt is. De oorzaak ligt immers in euro van Piet, en niet van Jan.

### Waarheid

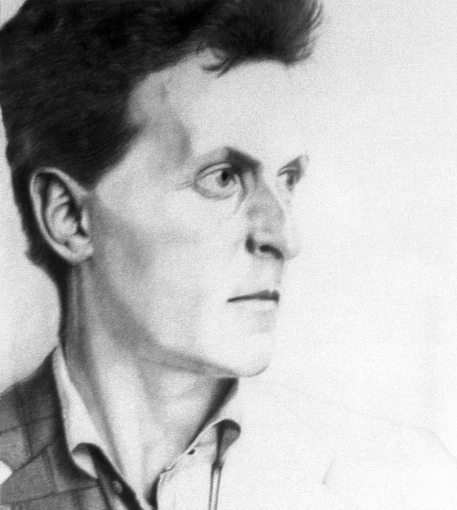
Ludwig Wittgenstein.

Een cruciaal concept binnen de epistemologie is waarheid. Kennis veronderstelt immers dat het altijd over de waarheid gaat; anders kan men niet spreken over kennis. Dat bleek al uit de traditionele definitie van kennis als een "ware en gerechtvaardigde overtuiging". Waarheid is echter een problematisch begrip binnen de filosofie waardoor er ook talloze interpretaties zijn van wat waarheid nu net is. Hier volgende de meest courante opvattingen over waarheid.
Correspondentietheorie van de waarheid
Wellicht de meest voorkomende en oudste filosofische opvatting van waarheid is de correspondentietheorie: iets is waar als het correspondeert met de werkelijkheid. De oudste versies hiervan zijn geformuleerd door Plato, Aristoteles en vele middeleeuwse filosofen in de scholastiek. Waarheid was voor hen de overeenstemming tussen het de werkelijke feiten en het verstand (adaequatio rei et intellectus).
Deze visie op de waarheid wordt in de hedendaagse filosofie heropgenomen door filosofen als Bertrand Russell en de vroege Ludwig Wittgenstein. Het logisch atomisme van Russell en de picture theory van Wittgenstein stellen beide dat de waarheid van een propositie afhangt van haar correspondentie met de werkelijkheid. Wittgenstein stelt zelfs dat woorden slechts betekenis hebben als ze een feit uit de wereld weerspiegelen. Deze opvatting van waarheid is een substantiële opvatting: waarheid valt verder te analyseren in andere termen.
Vele andere filosofen hebben op deze opvatting kritiek geuit. Zo stelde Immanuel Kant al dat de werkelijkheid op zich (het ding an sich) principieel onkenbaar is. Als de werkelijkheid onkenbaar is, is het niet duidelijk hoe men dan kan controleren of bepaalde feiten waar zijn. Een gelijkaardige kritiek is ook geuit door Richard Rorty: als waarheid uit zo'n juiste afspiegeling van de werkelijkheid bestaat dan moet er - om deze correspondentie vast te stellen - een soort derde positie zijn die beide kan vergelijken. Zo'n standpunt bestaat niet: we kunnen enkel uitspraken met andere uitspraken vergelijken. Een ander probleem wordt al opgemerkt door Wittgenstein zelf: als waarheid gelijkstaat met correspondentie, wat moet er dan gebeuren met ethische en esthetische uitspraken; zij lijken met niets te corresponderen.
Coherentietheorie van de waarheid

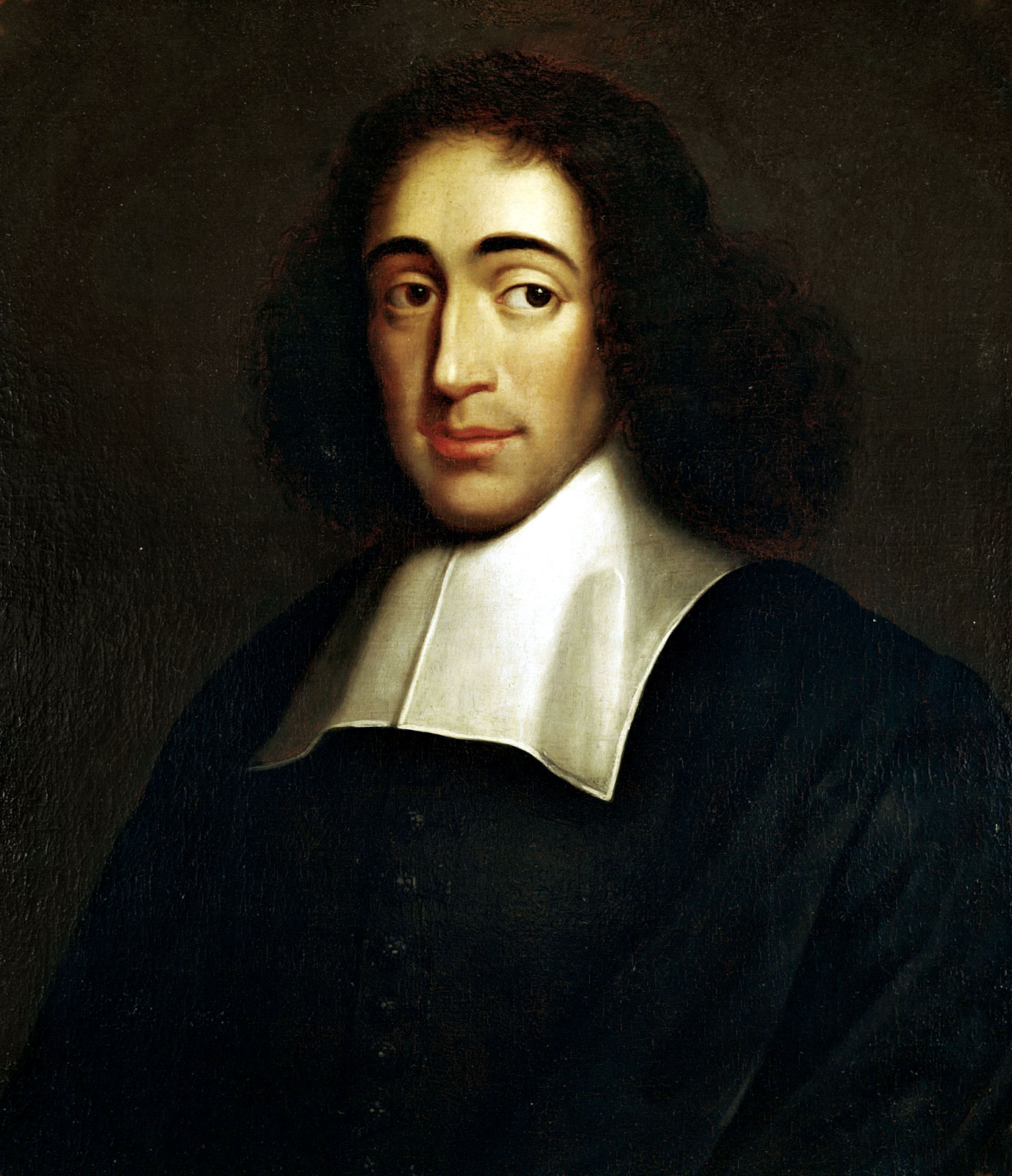
Baruch Spinoza.

De eerste concurrent voor deze correspondentietheorie was de coherentietheorie. Verdedigers van deze theorie waren onder anderen Baruch Spinoza, G.W. Leibniz, G.W.F. Hegel, F.H. Bradley en Otto Neurath. Waarheid bestaat volgens deze opvatting uit de onderlinge samenhang of coherentie van de verschillende opvattingen en soorten kennis. Waarheid staat dus los van de werkelijkheid en hangt enkel af van de andere uitspraken in het systeem. Een consequentie hiervan is dat de waarheid veranderlijk kan zijn: als er nieuwe ontdekkingen worden gedaan, kan waarheid ook veranderen.
Een argument voor deze theorie is onder andere de bewering dat dit adequaat beschrijft hoe we in werkelijkheid aan onze kennis komen. Wanneer wij moeten controleren of een uitspraak al dan niet waar is, lijken wij toch te kijken naar onze andere overtuigingen en kennis. Ook ontsnapt deze theorie aan de problemen van de correspondentietheorie: zij heeft niet het probleem van hoe zij uitspraken met de werkelijkheid kan controleren, noch wordt de ethiek of de kunst op voorhand uitgesloten.
Er zijn echter andere problemen met deze theorie. Iemand als Moritz Schlick stelt bijvoorbeeld dat volgens deze theorie elk logisch consistent geheel waar zou zijn, maar dus evengoed een goed verzonnen systeem gebaseerd op toch overduidelijk onbestaande zaken als eenhoorns en roze olifanten: zolang het systeem maar consistent ineen zit, is het waar. Ook weet deze theorie geen raad met opvattingen die door sommige mensen bevestigd worden en door anderen ontkend. Ook kan een persoon in kwestie contradictorische opvattingen hebben. Dit zou impliceren dat sommige zaken tegelijkertijd waar en onwaar kunnen zijn.
Pragmatische theorie van de waarheid
Binnen het pragmatisme, zowel bij klassieke auteurs als William James en John Dewey als bij neopragmatisten als Richard Rorty, komt er een pragmatische opvatting van de waarheid naar voren. Waarheid wordt hier gezien in termen van functionaliteit en bruikbaarheid. Een opvatting van waarheid al zou het gaan om hoe de wereld echt is, wordt verworpen. We kunnen niet weten hoe de wereld echt is, en dit is ook niet nodig. We kunnen onze uitspraken enkel vergelijken met andere uitspraken en kijken of ze goed werken. Waarheid wordt dan ook gedefinieerd in termen van nut: P is waar als P in de praktijk werkt of nuttig is. In feite is dit een heel nuchtere en instrumentalistische opvatting van waarheid die het best kan worden beschreven aan de hand van de eendentest: If it looks like a duck, swims like a duck, and quacks like a duck, then it probably is a duck.
Kritiek op deze opvatting is uiteraard dat waarheid hier lijkt af te stevenen op iets relatiefs: waarheid is wat er op dat concrete moment werkt. Wat nuttig is kan daarbij van persoon tot persoon verschillen. De filosoof Bertrand Russell stelt ook dat deze theorie de notie van waarheid verwart met kennisverwerving of een kennisindicator: het is redelijk evident dat wij soms de waarheid op het spoor komen door te kijken of het in de praktijk werkt en de testen doorstaat, maar dat kan natuurlijk geen analyse van het begrip "waarheid" zelf zijn. Ten laatste moet men nog wijzen op het problematische karakter van termen als "nuttig" of "functioneel". Wat houden deze net in? Ze lijken moeilijk te definiëren zonder terug te vallen op het begrip waarheid.
Minimalistische theorie van de waarheid

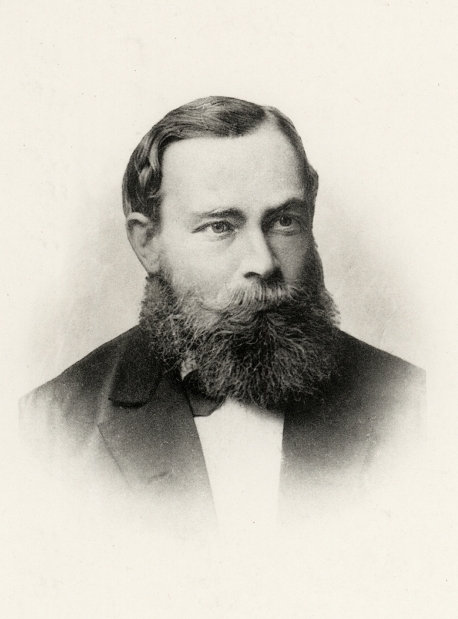
Gottlob Frege.

De minimalistische theorie vindt men terug in het werk van Gottlob Frege, Alfred Tarski, Frank Ramsey, Peter Strawson en Donald Davidson en dus vooral in de logica en de analytische filosofie. In de logica geldt het dat een propositie waar is als zij het geval is: waarheid moet begrepen worden als een equivalentie. In feite wordt deze visie bij filosofen toegepast op alle vormen van waarheid:
W(S)↔S (W(S) als en slechts als S)
<sneeuw is wit> is waar (W(S)) als en slechts als sneeuw wit is (S).
Als iemand gelooft dat sneeuw wit is, gelooft hij ook dat het waar is dat sneeuw wit is. In tegenstelling tot de voorgaande theorieën is de minimalistische theorie geen substantiële theorie van de waarheid: de waarheid kan niet verder geanalyseerd worden in andere termen. Substantiële invullingen (zoals een "correspondentie" of "coherentie") schenden deze equivalentierelatie immers. Dit klassiek argument tegen de correspondentietheorie is geformuleerd door Frege in zijn schrift Der Gedanke (1918). Het problematische is vooral dat, als de correspondentietheorie klopt en men deze equivalentierelatie wil behouden, men moet stellen dat zowel "<sneeuw is wit> is waar" en "sneeuw is wit" met hetzelfde feit in de werkelijkheid corresponderen, maar dat lijkt niet te kloppen. Duidelijk is dit als men een representatie als een soort foto opvat: "sneeuw is wit" zou dan een foto van de witte sneeuw zijn, terwijl "<sneeuw is wit> is waar" een foto van een foto zou zijn. Waarheid is daarentegen volgens iemand als Frege ondefinieerbaar. Verklaren waarom "<sneeuw is wit> is waar" is hetzelfde als verklaren waarom "sneeuw is wit".
Consensustheorie van de waarheid
Hedendaagse filosofen als Jürgen Habermas en Karl-Otto Apel vertegenwoordigen de consensustheorie die stelt dat een uitspraak waar is, wanneer een onbegrensd groot aantal mensen die over alle nodige communicatiemiddelen beschikken deze uitspraak onderschrijven. Waarheid wordt met andere woorden gedefinieerd in functie van een rationele consensus tussen alle betrokken partijen.
Natuurlijk houdt dit niet in dat elke consensus gelijkstaat met waarheid, want dan zou elke cafédiscussie tot waarheid leiden, maar er zijn daarentegen verscheidene voorwaarden aan verbonden. Zo moet deze discussie plaatsvinden in een situatie waarin alle feitelijke machtsverhoudingen tussen haakjes gezet worden (Herrschaftsfreie Kommunikation). Enkel de macht van het betere argument mag bepalen wat aangenomen wordt en wat niet. Verder moet ook elke deelnemer aan de discussie kunnen deelnemen, zelf eigen argumenten en problemen kunnen aandragen en ook als een serieuze gesprekspartner beschouwd worden. Habermas erkent dat dit redelijk idealistische voorwaarden zijn en stelt dan ook dat dit slechts als vooronderstelling in elke discussie meespeelt. Om deze reden is de waarheid en de consensus erover dan ook niets permanents: ze kan morgen weer opnieuw in vraag gesteld worden via nieuwe argumenten en problemen.
Constructietheorie van de waarheid
Een laatste stroming is de constructietheorie. In feite is dit eigenlijk geen volwaardige theorie over de waarheid, maar in zekere zin een ontkenning van het bestaan ervan. Opponerende stromingen, zoals constructivisme, interactionisme of subjectivisme stellen dat de werkelijkheid een subjectief bouwsel is, een "constructie" of een beeld dat door individuen of groepen mensen, de "subjecten", wordt gevormd. Zij zien het als de taak van de onderzoeker, om van deze subjectieve werkelijkheid een nieuw beeld te bouwen. Hoewel dit in zekere zin wel iets weg heeft van de vorige theorieën, zoals de pragmatische, is het verschil hier duidelijk dat het relativisme van de waarheid expliciet erkend wordt.

### Externalisme en internalisme
Een deel van het klassieke debat binnen de epistemologie is het debat tussen de epistemologische externalisten en epistemologische internalisten. Externalisten zijn van mening dat enkel externe factoren, namelijk buiten het psychologische deel van de persoon die de kennis vergaart, kunnen fungeren als goede voorwaarden voor kennis. Zo zal een externalist bijvoorbeeld op het Gettier-probleem antwoorden dat kennis op correcte wijze moet veroorzaakt worden door de externe relevante feiten. Internalisten stellen daar tegenover dat de kennisgronden wel degelijk te vinden zijn in de menselijke geest zelf: er moet aan bepaalde psychologische voorwaarden voldaan worden.
Hoewel de tegenstelling toen nog niet expliciet gemaakt was, geldt voor vele René Descartes als een vroeg voorbeeld van een internalist. Hij betoogde dat omdat we enkel de externe wereld via onze zintuigen kunnen kennen en deze op zich niet onfeilbaar zijn, we niet kunnen stellen dat onze kennis onfeilbaar is. De enige manier waarop we kennis konden vinden die "onbetwijfelbaar waar is", is als deze helder en welonderscheiden is (claire et distincte). Descartes gaat er immers van uit dat er een alwetende en waarachtige God is die deze mogelijkheid tot juiste kennis garandeert. De mens en zijn kennisvermogen is echter wel niet perfect, maar kan toch juiste kennis bereiken via correcte en exacte methodische twijfel. Een voorbeeld van een externalist is Hilary Putnam: of men van kennis kan spreken hangt af van de relatie met de objecten die deze overtuigingen hebben veroorzaakt.

### Weten dat, weten hoe en weten door vertrouwdheid
De kennis die vaak centraal staat binnen epistemologisch onderzoek is die betreffende propositionele kennis, ook bekend als "weten dat" of "kennis dat" (knowing that). Dit soort kennis houdt in dat men overtuigd is van de juistheid van een bepaalde propositie, zoals weten dat een fiets twee wielen heeft. Deze vorm van kennis moet echter onderscheiden worden van "weten hoe" en "weten door vertrouwdheid". De kennis om te weten hoe men moet fietsen kan gezien orden als "weten hoe" (knowing how). Weten door vertrouwdheid (knowledge by acquaintance) is bijvoorbeeld een "persoon" kennen en meteen herkennen als je hem ziet. Het was Bertrand Russell die als een van de eerste heeft gewezen op kennis door vertrouwdheid en Gilbert Ryle, in zijn Concept of Mind, heeft al een van de eerste de sterke nadruk gelegd op het "weten hoe".
Een ander denker die op deze andere vormen van kennis heeft gewezen is Michael Polanyi. Hij noemt dit gegeven "onbewuste kennis" (tacit knowledge). Bekend is dan ook zijn uitspraak: "we know more than we can tell" Dit idee vormde ook een inspiratie voor Thomas Kuhn die het inpaste in zijn paradigmatische opvatting over wetenschappelijke theorieën en voor Charles Taylor die het toepaste op zijn politieke filosofie. Recentelijk wordt het ook in verband gebracht met genetisch aangeboren kennis: bepaalde gedragspatronen dringen niet door tot ons bewustzijn en staan zo niet onder onze directe controle.

### Scepticisme
In het alledaags gebruik staat het woord sceptisch voor het met argwaan bekijken van zaken. Ook in de wetenschap wordt het woord scepticisme gebruikt in de zin dat men kritisch staat tegenover de hypothesen die geponeerd worden en dan men hen tracht te falsifiëren. Het filosofisch scepticisme houdt echter iets anders en is in feite een radicalisering van dit alledaags gebruik. De scepticus die als tegenstander van vele filosofen wordt opgevoerd is over niets zeker: hij twijfelt aan alles waaraan men mogelijk kan twijfelen. Voor de scepticus is niets zeker zolang er maar geringe twijfel over kan bestaan.
Als men de filosofie historisch bekijkt, bestaan er twee vormen van scepticisme. Het klassieke scepticisme dat men terugvindt bij oude Griekse scholen zoals het pyrrhonisme en het moderne scepticisme dat opkomt in de moderniteit bij denkers als René Descartes en David Hume. Het klassieke scepticisme is in feite een zwakkere vorm van scepticisme. Zij stelt dat men van geen enkel theoretisch standpunt zeker kan zijn omdat er zowel argumenten voor als tegen aan te voeren zijn die evenwaardig qua gewicht zijn. De Griekse scepticus, zoals Sextus Empiricus, raadt dan ook aan dat men het oordeel uitstelt en op deze wijze tot rust komt. De andere sceptische school, die in de navolging van Plato met onder anderen Arkesilaos, hanteerde vooral een sceptische houding om de dogmatische standpunten van de concurrerende scholen aan te vallen.
Modern scepticisme

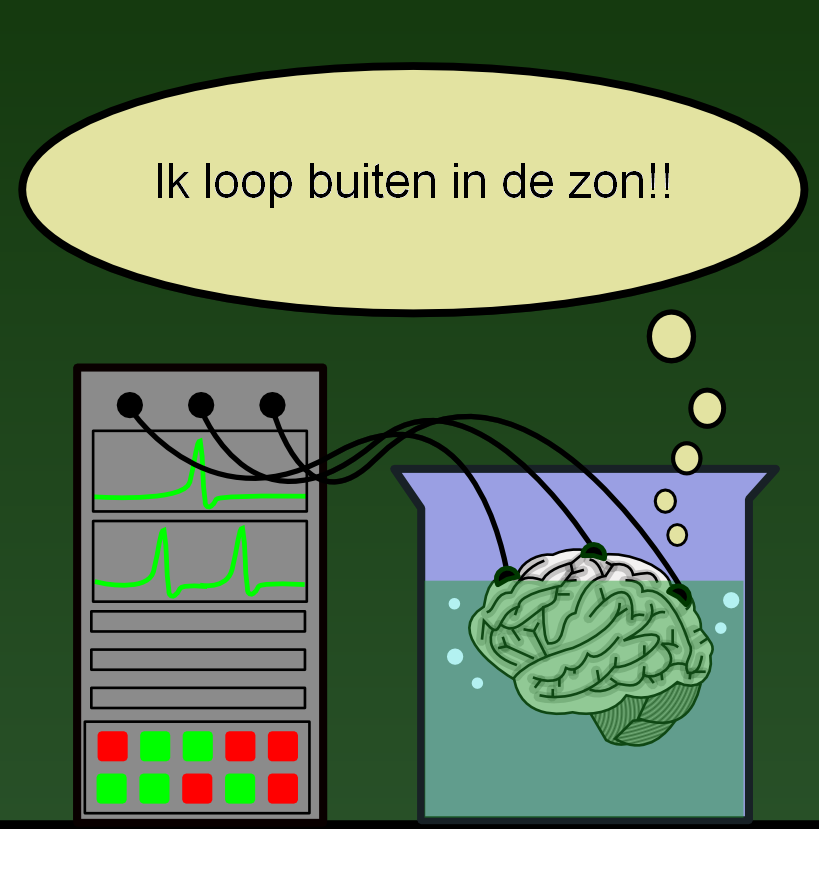
De moderne formulering van de sceptische twijfel: wat garandeert me dat ik niet in een eeuwige illusie leef?

Het moderne scepticisme verschilt hiervan omdat zij ook de alledaagse dingen tot in de wortels in vraag stelt. Klassieke voorbeelden zijn terug te vinden in het werk van Descartes en diens zoektocht naar zekere kennis en daarbij een methodologische twijfel hanteert. Zo voert hij het argument aan dat we als we dromen ons nooit bewust zijn dat we dromen. Waarom zou dit dan ook niet gelden voor onze "wakkere" toestand? Een verder klassiek en radicaler voorbeeld is de hypothese van het malin génie: stel dat er een kwaadaardige geest is die ons op elk vlak zou bedriegen, dan zou kennis niet mogelijk zijn. In feite vertrekt Descartes van het volgend sceptisch argument:
1. Als ik (zeker) weet dat p, dan zijn er geen (gegronde) redenen om aan p te twijfelen.
2. X is een gegronde reden om aan p te twijfelen.
3. Daarom weet ik dus niet (zeker) dat p.

In de filosofie van David Hume vindt men gelijkaardige sceptische overwegingen, maar van iets andere aard. Hume is empirist, en gaat er dus van uit dat alle kennis voortkomt uit waarneming. Als we echter twee biljartballen tegen elkaar zien botsen, en dus zogenaamd zien dat de ene bal de andere wegstoot - dus de oorzaak is van het wegstoten - dan zien we enkel dat de ene bal beweegt, de andere raakt waarop de andere bal beweegt. We zien geen oorzakelijkheid. Gelijkaardige problemen zijn er met concepten als substantie, mirakels en persoonsidentiteit. We zien enkel wat fenomenen voor onze ogen en we gaan ervan uit dat hierachter iets dieper schuilgaat, maar dat weten we niet zeker. Dit is ook nauw verwant met het inductieprobleem: hoe weten we dat morgen de zon nog op gaat gaan of dat oorzakelijkheid er nog zal zijn of dat de natuurwetten dezelfde zullen zijn? Er lijkt hiervoor geen rationele fundering te zijn.
Moderne formuleringen van sceptische argumenten vindt men bij Hilary Putnam en Daniel Dennett en hun gedachte-experiment van het hersenen in een vat. Eigenlijk is dit slechts een herformulering van de klassieke stelling van Descartes. Dennett stelt:
Stel u voor dat boosaardige geleerden in uw slaap uw hersenen verwijderen en ze in een fles stoppen waar ze kunstmatig in leven worden gehouden. Stel u voor dat ze u wijsmaken dat u geen brein in een fles bent, maar nog steeds vrij rondloopt en fysiek deelneemt aan de werkelijkheid.

#### Antwoorden op het scepticisme
Augustinus van Hippo

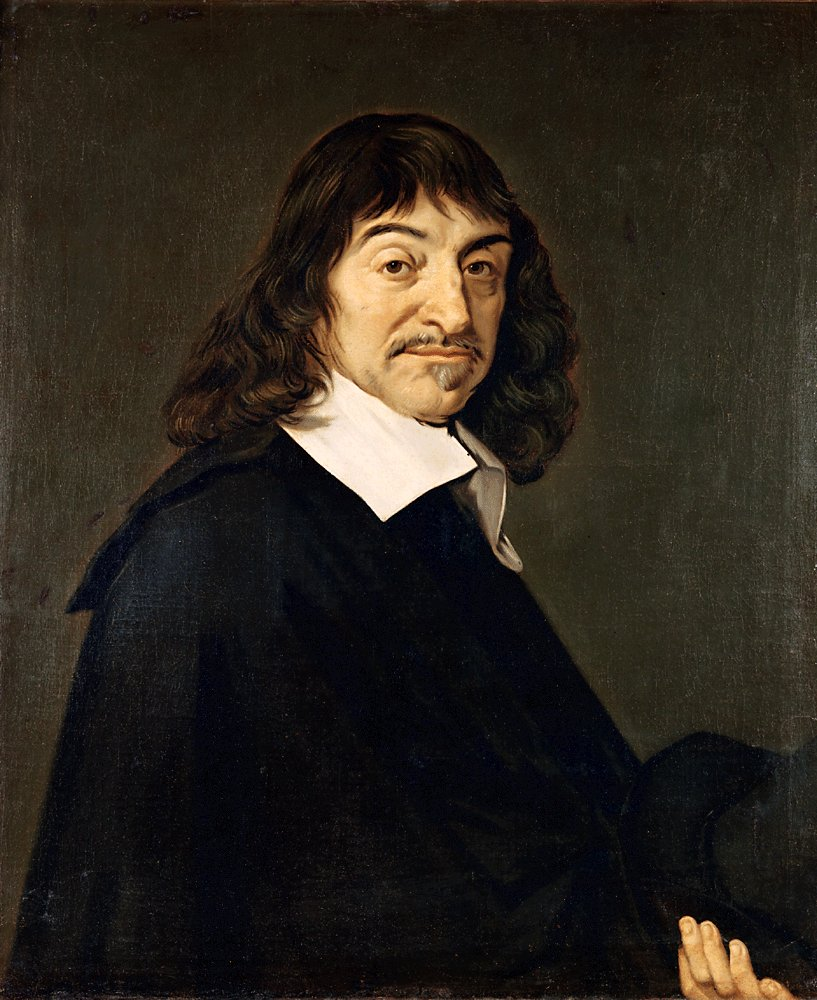
René Descartes.

Een vroege filosoof die op het scepticisme reageerde was de kerkvader Augustinus van Hippo. in zijn werk ging hij op zoek naar bepaalde vormen van kennis die aan deze sceptische twijfel ontsnappen. Zo stelde hij dat men, ondanks alle sceptische argumenten, wel tautologische stellingen zoals "de wereld bestaat of de wereld bestaat niet" of "het universum is oneindig of is niet oneindig" kan kennen. Ook stellingen in de trant van "het lijkt voor mij alsof ..." en "Als er vier elementen in de wereld zijn, zijn er geen vijf" lijken te ontsnappen aan de sceptische twijfel. Het meest bekend is zijn stelling dat "als ik bedrogen wordt, dan besta ik" (Si fallor, sum) waarmee hij Descartes' cogito ergo sum zo'n 1200 jaar voor was. Deze idee hield in dat als men inderdaad bedrogen wordt, men desondanks zeker kan zijn van het feit dat er iets is dat bedrogen wordt.
René Descartes
Het bekendste voorbeeld is wellicht René Descartes. Descartes gaat in zijn werk op systematische wijze op zoek naar zekerheden die aan elke vorm van scepsis kunnen ontsnappen. Hij komt daar allereerst tot dezelfde zekerheid als Augustinus: ik twijfel, dus ik ben (of ik denk, dus ik ben). Er is dus op deze wijze op z'n minst iets dat twijfelt. Vervolgens probeert hij het bestaan van God aan te tonen. Hiervoor presenteert Descartes een reeks godsbewijzen. Een van die bewijzen gaat als volgt: als wij introspectief in ons kijken, dan vinden we daar de idee terug van een volmaakte perfectie. Dit idee kan echter niet van onszelf komen, want we zijn een onvolmaakt en begrensd denkend iets. Het moet dus van buiten komen, en aldus van God. Wanneer het bestaan van God eenmaal bewezen is, is het voor Descartes niet meer moeilijk om de scepticus helemaal uit te schakelen: God is waarachtig en het Goede zelf en kan ons dus niet bedriegen. Aldus worden wij niet bedrogen in onze waarnemingen en bestaan er dus dingen buiten ons. Het grote probleem bij Descartes is echter dat er een cirkelredenering in zijn bewijsvoering schuilgaat.
Transcendentale argumenten
Een ander soort tegenargumenten tegen scepticisme zijn de zogenaamde transcendentale argumenten die teruggaan op het werk van Immanuel Kant. Latere filosofen die gebruikmaakten van dit soort argumenten waren Cornelius Van Til (presumptionisme) en Barry Stroud. De opbouw van zulke argumenten is eenvoudig: men zoekt een onbetwijfelbare premisse, die zelfs de scepticus deelt. Vervolgens probeert men aan te tonen dat die premisse enkel zin heeft of mogelijk is als er daadwerkelijk een buitenwereld (of iets anders dat men betwijfelt) bestaat.
Het transcendentaal argument van Kant kan vereenvoudigd als volgt worden geformuleerd: als gemeenschappelijke premisse nemen we aan dat er zo iets als bewustzijn bestaat. Men kan bijvoorbeeld naar Descartes' cogito ergo sum verwijzen. Wel, een bewustzijn is altijd een denken van iets; bewustzijn heeft altijd een inhoud, is bewust van iets. Om dus een authentiek bewustzijn mogelijk te maken, moet er dus iets buiten het bewustzijn zijn om over bewust te zijn, om maar een onderscheid tussen Ik en het Andere te maken. Aldus bestaat er iets buiten het bewustzijn.
De filosoof P.F. Strawson heeft kritiek op dit soort argumenten door te stellen dat dit hoogstens leidt tot de stelling dat we zouden moeten geloven in de buitenwereld. De stelling dat dit zo zou moeten zijn is echter niet dezelfde als de stelling dat dit effectief het geval is. Het scepticisme blijft zo rechtop staan.
G.E. Moore
De Britse filosoof G.E. Moore heeft zich ook uitvoerig beziggehouden met pogingen om het scepticisme te ontkrachten. Hij viseert voornamelijk scepticisme omtrent het realisme: we zouden niet zeker kunnen zijn al zou er een buitenwereld bestaan. Hij heeft hiervoor twee tegenargumenten bedacht. Het eerste argument gaat als volgt: als men een sceptische houding aanneemt, dan moet men krachtens deze houding vier aannames doen:
1. Ik kan het in vraag gestelde object niet meteen kennen
2. Het bestaan ervan volgt niet logisch en noodzakelijk uit iets anders waarmee ik vertrouwd ben
3. Mijn kennis van dit object moet dus gebaseerd zijn op een analogiebewijs of een vorm van inductie.
4. De kennis die volgens (3) tot stand komt, is geen zekere kennis.

Moore stelde hierbij echter de kritische vraag waarom het plausibeler zou zijn om al deze vier stellingen aan te nemen dan om het bestaan van bijvoorbeeld het potlood dat je voor je houdt aan te nemen.
Het bekendste argument is echter het volgende. Hierbij probeert Moore aan te tonen dat we zeker weten dat er zaken buiten ons bestaan door te wijzen op bepaalde zaken waaraan het absurd is te twijfelen. Hij schrijft:
I can prove now, for instance, that two human hands exist. How? By holding up my two hands, and saying, as I make a certain gesture with the right hand, "Here is one hand," and adding, as I make a certain gesture with the left, "and here is another." And if, by doing this, I have proved ipso facto the existence of external things, you will all see that I can also do it now in numbers of other ways: there is no need to multiply examples.
Hilary Putnam

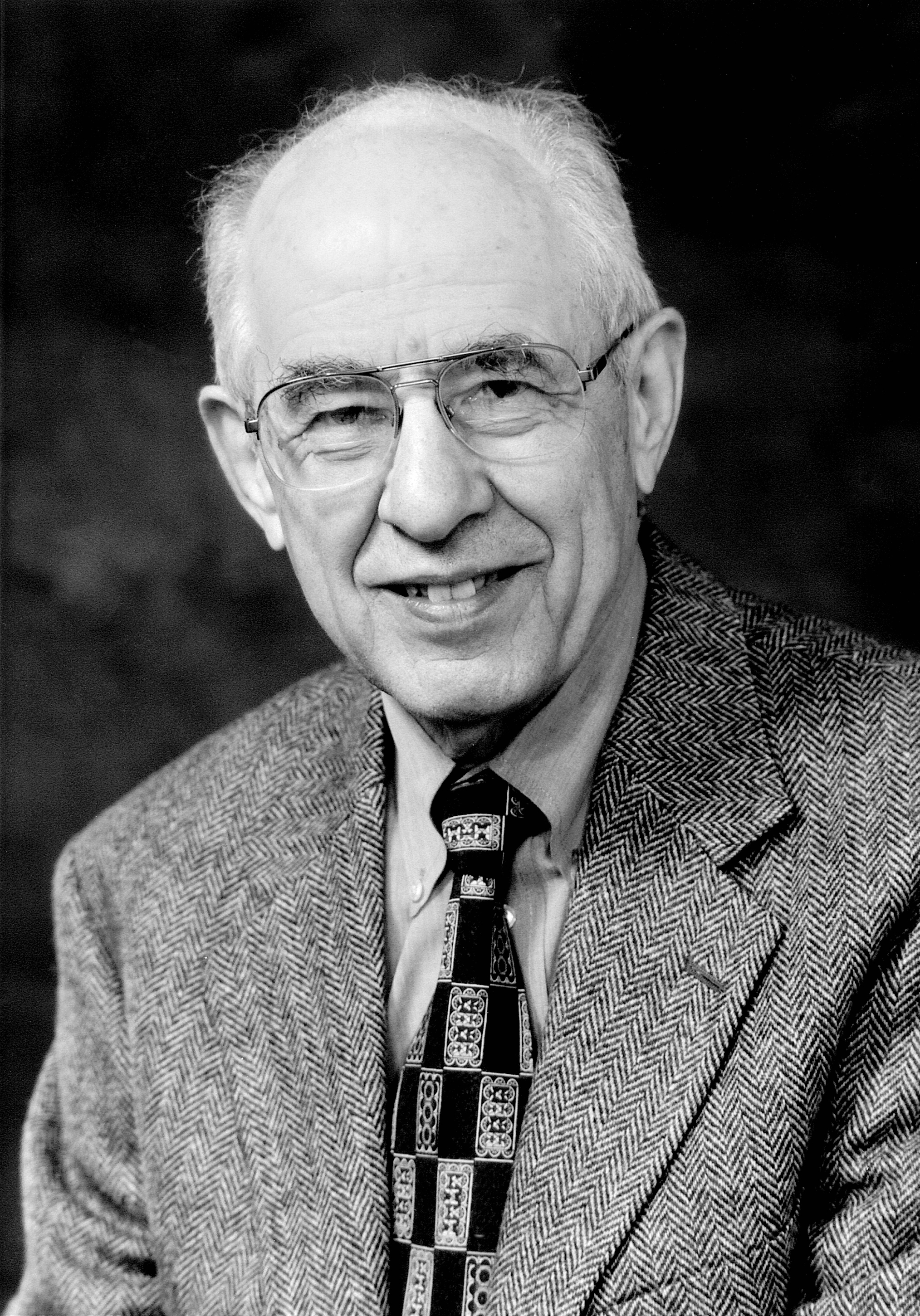
Hilary Putnam.

Ook Hilary Putnam heeft een argument tegen het scepticisme. Hij vertrekt van het gedachte-experiment van de "hersenen in een vat." Dit argument hangt nauw samen met Putnams taalfilosofie. Putnam stelt dat woorden altijd verwijzen naar de dingen die door de persoon in kwestie eronder geclassificeerd worden omdat hij ze als zodanig ervaren heeft. Een woord verwijst met andere woorden pas naar een ding als het daardoor op een correcte wijze causaal veroorzaakt is. Als Mary nu in zo'n hersenen in een vat zou zijn, dan verwijzen woorden die ze gebruikt zoals "hersenen" of "boom" niet naar de echte hersenen, zoals die in het vat, want die zaken worden niet door hersenen of bomen veroorzaakt. Als Mary in een sceptische bui zou zeggen dat ze "hersenen in een vat" was, dan zegt ze eigenlijk dat een "hersenbeeld in een vatbeeld" (want dat is waardoor het wordt veroorzaakt) is, wat een absurde stelling is. De stelling wij zijn "hersenen in een vat" is op die manier dus ook fout, want wij zijn geen hersenbeeld in een vatbeeld.
Naturalisme
Een ander antwoord op het probleem van het scepticisme is geformuleerd door de filosoof P.F. Strawson in zijn boek Skepticism and Naturalism (1985). In dit werk besprak en bekritiseerde hij ook verscheidene andere pogingen om tegen het scepticisme in te gaan zoals transcendentale argumenten, maar ook bijvoorbeeld een beroep op de inferentie naar de beste verklaring zoals men dat in zekere mate bij W.V.O. Quine terug kan vinden. Stellen dat het postuleren van een buitenwereld de beste verklaring is voor datgene wat wij mee maken en zien, mist volgens Strawson net het hele punt van het scepticisme: daar gaat het immers over zeker weten.
Voor Strawsons eigen oplossing verwijst hij naar het naturalisme van David Hume en Ludwig Wittgenstein. Hij interpreteerde de spanning tussen Hume de scepticus ("We nemen geen oorzakelijkheid waar") en Hume de naturalist ("Wanneer ik uit mijn studeerkamer vertrek, twijfel ik aan niets") als cruciaal voor het probleem van het scepticisme. Humes naturalisme bestaat er net uit te stellen dat ongeacht hoeveel argumenten voor of tegen het scepticisme er ook geformuleerd zullen worden, dit niet zal veranderen dat we in het dagelijks leven vertrouwen hebben in het bestaan van de zaken rondom ons. Een gelijkaardige visie vindt hij terug bij Wittgenstein in diens werk On Certainty: Wittgenstein stelde dat we weliswaar kunnen twijfelen over concrete zaken, maar niet over het algemeen kader waarbinnen men dat doet; daarover twijfelen lijkt niet mogelijk. Strawson besluit:
They have in common the view that our "beliefs" [...] are not grounded beliefs and at the same time are not open to serious doubt. [...] The correct way with the professional skeptical doubt is not to attempt to rebut it with argument, but to point out that it is idle, unreal, a pretense.
Verder betoogt Strawson dat dit ook van toepassing is op onze morele attitudes. Waar filosofen als Bernard Williams en Thomas Nagel wijzen op een gegeven als moral luck (het gewicht van onze morele oordelen wordt soms bepaald door zaken waaraan de schuldige niets heeft kunnen doen), stelt Strawson dat dit niet uitmaakt: "We can no more be reasoned out of our proneness to personal and moral reactive attitudes in general than we can be reasoned out of our belief in the existence of body." Ook verwijst Strawson naar Martin Heidegger die in zijn werk Sein und Zeit stelt dat het grootste schandaal van de filosofie niet is dat we niet kunnen bewijzen dat de buitenwereld bestaat, maar dat we het nog steeds proberen. In de filosofie van de geest verdedigt Jerry Fodor een gelijkaardige thesis omtrent de epistemologische adequaatheid van de volkspsychologie.

### Fundamenten van de kennis
Vanaf het ontstaan van de filosofie waren er al filosofen die op zoek gingen naar de fundamenten van kennis om tot zekere waarheid te komen. Filosofen die dit idee aanhangen groepeert men onder de term van epistemologisch fundamentalisme of foundationalisme. De reden waarom men zo'n fundament zoekt blijkt uit het Münchhausentrilemma geformuleerd door Hans Albert en Agrippa. Het trilemma bij Albert stelt dat bij elke bevraging van een stelling, men bij een van de volgende drie punten vastraakt:
1. Het regressie-probleem: er is steeds een nieuw argument, die op haar beurt gefundeerd moet worden.
2. Een axioma: de onderbouwing eindigt bij een niet-bewijsbaar of aantoonbaar axioma.
3. Een cirkelredenering: de stelling blijkt gegrond in zichzelf.

Wil men dus niet in een regressie of cirkelredenering vervallen, dan moet men op zoek gaan naar een fundament dat op zichzelf onbetwijfelbaar is: het moet onvermijdelijk duidelijk zijn dat dit fundament waar is. De zoektocht hiernaar begon al bij Plato die de Ideeën als fundament voor de kennis zag, maar ook Aristoteles en Epicurus verwezen naar de immanente vorm of empirie die onbetwijfelbaar is. In de moderniteit vertaalt zich dat in de tegenstelling tussen het rationalisme en het empirisme die respectievelijk de rede en de waarneming als fundament aandragen. Volgens rationalisten als René Descartes en Baruch Spinoza kan men via het denken bepaalde intuïtief onbetwijfelbare inzichten op het spoor komen. De empiristen stellen dan weer dat de waarneming op zich een soort zuiver contact met de werkelijkheid waarborgt en zo als fundament kan gelden. De modernste variant hiervan is het logisch empirisme dat eveneens de waarneming naar voren schuift als fundament, zij in de zin van zogenaamde "protocolzinnen" (Protokollsätze) of een soort direct contact met de werkelijkheid in de verificatie.
Fallibilisme

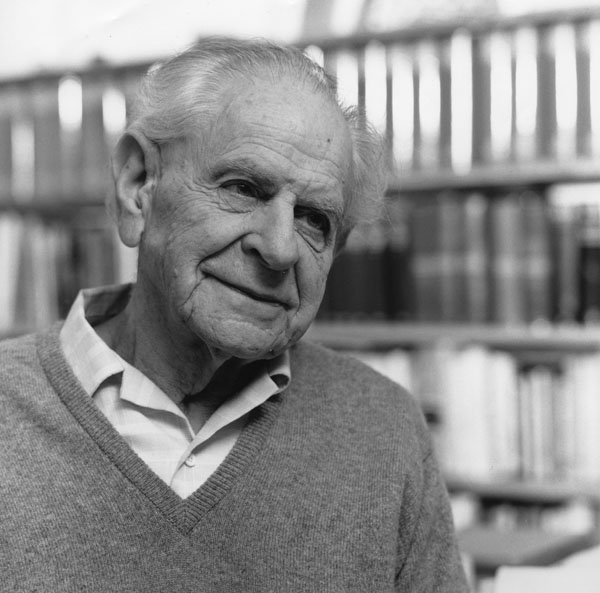
Karl Popper.

Recentelijk werd op dit project vanuit verscheidene hoeken kritiek geleverd. Klassiek komt er vooral veel kritiek uit de hoek van het pragmatisme. Het klassiek pragmatisme met denkers als William James en John Dewey stelde dat kennis en waarheid geheel losgekoppeld moeten worden van zekerheid, omdat het er in de praktijk ook niet zo aan toe gaat. Volgens het pragmatisme is kennis enkel gericht op probleemoplossing: zolang een inzicht in de praktijk werkt, voldoet het. De stichter van het pragmatisme, C.S. Peirce, werkte dit verder uit in het fallibilisme: we moeten erkennen dat al onze kennis nooit zeker kan zijn, maar altijd weerlegd kan worden in de toekomst.
Een modernere variant van dit fallibilisme werd verdedigd door Karl Popper. Hij reageerde in zijn werk fel tegen klassieke doctrines in de epistemologie, die vaak impliciet geaccepteerd worden. Zo stelde hij dat filosofen als Descartes en Bacon ervan uitgaan dat de waarheid manifest is (truth is manifest): de idee dat de waarheid altijd als waarheid erkend zal worden als zij zuiver voor iemand verschijnt. De waarheid heeft een soort merkteken dat herkend kan worden door het licht van de rede of door het zuiver lezen van het "boek van de natuur". Dit leidde ook tot het absurde en gevaarlijke idee van een samenzweringstheorie voor de onkunde (conspiracy theory of ignorance): hoe komt het, als de waarheid manifest is, dat niet iedereen ze als dusdanig erkent? Popper schrijft:
Knowledge, the possession of truth, need not be explained. But how can we ever fall into error if truth is manifest? The answer is: through our own sinful refusal to see the manifest truth; or because our minds harbour prejudices inculcated by education and tradition, or other evil influences which have perverted our originally pure and innocent minds. Ignorance may be the work of powers conspiring to keep us in ignorance, to poison our minds by filling them with falsehood, and to blind our eyes so that they cannot see the manifest truth. Such prejudices and such powers, then are sources of ignorance.
Daartegenover plaatste Popper zijn kritisch rationalisme of fallibilisme: we kunnen nooit zeker zijn dat datgene wat wij geloven ook de waarheid is, omdat de waarheid nu eenmaal niet manifest is. "So my answer to the questions 'How do you know? What is the source or the basis of your assertion? What observations have led you to it?' would be: 'I do not know: my assertion was merely a guess. [...] But if you are interested in the problem which I tried to solve by my tentative assertion, you may help me by criticizing it as severely as you can." In de wetenschapsfilosofie werkte Popper dit uit in zijn falsificationisme.
Sellars en Rorty
Een andere auteur die kritiek had op de idee van zo'n zuiver fundament was Wilfrid Sellars. In zijn artikel, Empiricism and the Philosophy of Mind (1956) bekritiseert hij de stelling al zou er een soort waarneming zijn die volledig losstaat van elk soort denken en die een zuiver contact met de werkelijkheid waarborgt. Dit is wat hij the Myth of the Given noemt. Dit gegeven, al zou er een soort zuiver en zeker "gegeven" (given) zijn waaruit kennis kan worden opgebouwd staat volgens Sellars centraal in de klassieke epistemologie. Een klassiek voorbeeld hiervan is de eerder behandelde opvatting van Bertrand Russell of het logisch empirisme: de sense-data of een logisch atomair feit zou een zuiver "gegeven" zijn. Wat problematisch is aan dit soort standpunten, is dat kennis van een particulier ding nooit losstaat van kennis van andere zaken. Elke uitspraak of elke waarneming wordt meteen opgenomen in wat Sellars noemt de space of reasons: zij wordt meteen geplaatst binnen het hele netwerk van overtuigingen en kennis van de mens, die per definitie dan ook bediscussieerbaar (en niet onbetwijfelbaar) zijn.
Grotendeels als synthese van het klassieke pragmatisme en Sellars typeert Richard Rorty in zijn boek Philosophy and the Mirror of Nature (1980) de eeuwenoude zoektocht naar zo'n fundament als een verkeerde zoektocht. Hij leidt deze foute zoektocht terug naar de periode van Descartes waar de filosofie geobsedeerd raakte met de notie van "representatie". De menselijke geest werd gezien als een spiegel waarin de realiteit werd gereflecteerd (mirror of nature). Kennis bestaat zo simpelweg uit een juiste reflectie van die natuur in onze geest en het is de taak van de filosofie om deze spiegel te optimaliseren en te zuiveren. Daartegenover plaats Rorty zelf een hermeneutische en pragmatische benadering van kennis die er niet op gericht is de ultieme zekerheid te bereiken, maar die altijd in functie van de maatschappij staat: zij moet kunnen dienen om maatschappelijke problemen op te lossen.

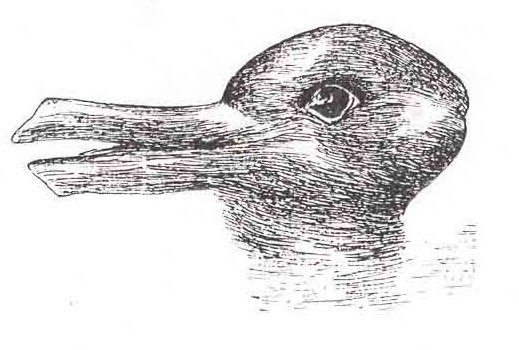
Of men in deze tekening al dan niet een konijn of een eend ziet, hangt misschien wel af van de overtuigingen van de toeschouwer.

Theoriegeladenheid van de waarneming
Een andere kritiek op de idee van zuivere waarneming als fundament is het gegeven van de "theoriegeladenheid van de waarneming": auteurs als N.R. Hanson, Thomas Kuhn en de eerder besproken Karl Popper wezen erop dat waarnemingen vaak gekleurd worden door de theoretische achtergrond van de onderzoeker; men ziet wat men wil zien of wat men verwacht te zien. Er worden drie vormen van theoriegeladenheid onderscheiden:
1. Theoriegeladenheid van de aandacht: de zaken waarop men zijn aandacht richt zijn gekleurd
2. Theoriegeladenheid van de waarneming: wat men ziet wordt bepaald door de achtergrondtheorie
3. Theoriegeladenheid van de observatierapporten: wat men achteraf verklaart over de waarneming is gekleurd

Van deze drie vormen is (2) het meest controversieel, terwijl (1) en (3) algemeen aanvaard worden. Dat (2) niet helemaal opgaat blijkt uit het feit dat bepaalde illusies zoals de Müller-Lyer-illusie en de Ponzo-illusie nog steeds als illusies door gaan zelfs als men er rationeel van overtuigd is dat de lijnen even lang zijn. Breder wordt dit aspect van de waarneming onderzocht in de gestaltpsychologie.

### Genaturaliseerde epistemologie
Recentelijk hebben sommige filosofen, voornamelijk W.V.O. Quine, gepleit dat de epistemologie nauw samenhangt met de natuurwetenschappen. Ons kenvermogen is immers een natuurlijk fenomeen als een ander en moet dus op dezelfde wijze bestudeerd worden. Voorstanders van deze benadering zoals Hilary Kornblith betogen dat de epistemologie gebruik moet maken van de wetenschappelijke methodologie en inzichten, of zelfs dat de klassieke epistemologie vervangen moet worden door de psychologische studie van ons kenvermogen. Dit wordt bijvoorbeeld gedaan in de evolutionaire epistemologie.
Deze visie heeft haar oorsprong in een artikel van Quine, Epistemology Naturalized (1969). Quine argumenteert hierin dat de epistemologie als taak heeft de fundamenten van de wetenschap te bepalen. Quine stelt echter vast dat de klassieke epistemologen en hun traditionele methoden falen om deze fundamenten te bepalen en het probleem van het scepticisme te overwinnen. We moeten ons volgens Quine dan ook niet meer richten op pogingen om aan te tonen dat we kennis bezitten, maar daarentegen op een onderzoek naar hoe onze overtuigingen net tot stand komen. Quine schrijft:
Epistemology [...] simply falls into place as a chapter of psychology and hence of natural science. It studies a natural phenomenon, viz., a physical human subject. This human subject is accorded a certain experimentally controlled input [...] and in the fullness of time the subject delivers as output a description of the three-dimensional external world and its history. The relation between the meager input and the torrential output is a relation that we are prompted to study for somewhat the same reasons that always prompted epistemology: namely, in order to see how evidence relates to theory, and in what ways one's theory of nature transcends any available evidence [...] But a conspicuous difference between old epistemology and the epistemological enterprise in this new psychological setting is that we can now make free use of empirical psychology.
Er is veel kritiek geuit op deze visie, onder anderen door Jaegwon Kim en Laurence BonJour. Kim wijst erop dat Quine hiermee de klassieke epistemologische problematiek, namelijk die van een onderzoek naar rationaliteit, rechtvaardiging en kennis, eigenlijk laat vallen om het te vervangen door een onderzoek naar causale werking en het ontstaan van onze overtuigingen.
Andere filosofen die met deze visie geassocieerd worden zijn Alvin Goldman die stelt dat men zowel de wetenschappelijke inzichten als de filosofische methode moet combineren, en Thomas Kuhn die een benadering vanuit de sociale wetenschappen inspireerde. Zie bijvoorbeeld ook de kennissociologie, waar auteurs zoals David Bloor en Barry Barnes sinds de jaren 70 een sterk programma van de kennissociologie uitwerkten waarin zij beweren dat ook 'kennis' sociologisch onderzocht kan worden en dus gelinkt aan bepaalde sociale conventies en processen.

## Epistemologen
- Al-Ghazali
- Louis Althusser
- Aristoteles
- Arkesilaos
- Augustinus van Hippo
- Alfred Ayer
- Francis Bacon
- Henri Bergson
- George Berkeley
- F.H. Bradley
- Robert Brandom
- Rudolf Carnap
- Auguste Comte
- Donald Davidson
- Democritus
- Daniel Dennett
- Jacques Derrida
- René Descartes
- John Dewey
- Michael Dummett
- Epicurus
- Herbert Feigl
- Paul Feyerabend
- Johann Gottlieb Fichte
- Michel Foucault
- Gottlob Frege
- Edmund Gettier
- Hans-Georg Gadamer
- Ernest Gellner
- Gorgias
- Thomas Hill Green
- Susan Haack
- Jürgen Habermas
- G.W.F. Hegel
- Carl Hempel
- Heraclitus
- David Hume
- Edmund Husserl
- William James
- Immanuel Kant
- Saul Kripke
- Gottfried Wilhelm Leibniz
- C.I. Lewis
- David Lewis
- John Locke
- Jean-François Lyotard
- John McDowell
- G.H. Mead
- Quentin Meillassoux
- Maurice Merleau-Ponty
- Michel de Montaigne
- G.E. Moore
- Thomas Nagel
- Otto Neurath
- Robert Nozick
- Blaise Pascal
- C.S. Peirce
- Petrus Abaelardus
- Alvin Plantinga
- Plato
- Michael Polanyi
- Karl Popper
- Protagoras
- Hilary Putnam
- Pyrrho van Elis
- Willard Van Orman Quine
- Ayn Rand
- Richard Rorty
- Roscellinus van Compiègne
- Bertrand Russell
- Gilbert Ryle
- Friedrich von Schelling
- Moritz Schlick
- Arthur Schopenhauer
- Wilfrid Sellars
- Sextus Empiricus
- Baruch Spinoza
- Peter Strawson
- Thomas van Aquino
- Bas van Fraassen
- Friedrich Waismann
- Willem van Ockham
- Ludwig Wittgenstein